# Dauphin
Pour les articles homonymes, voir Dauphin (homonymie).
Taxons concernés
Plusieurs espèces parmi les :
- Delphinidae ;
- Platanistidae.

Et parmi des familles disputées :
- Iniidae ;
- Lipotidae ;
- Pontoporiidae.modifier

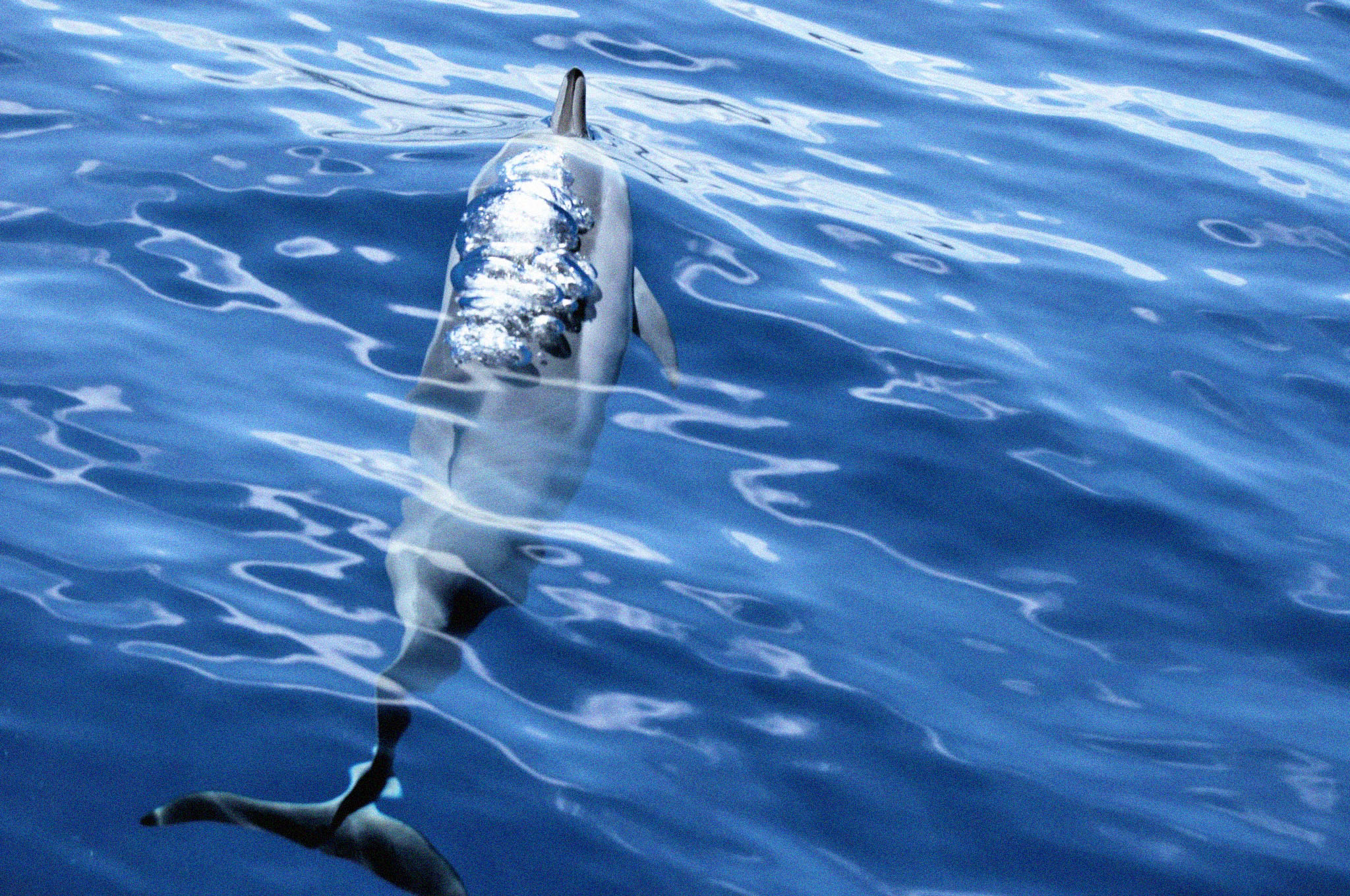

Dauphin est un nom vernaculaire ambigu désignant en français certains mammifères marins et fluviaux appartenant à l'ordre des cétacés.

## Terminologie

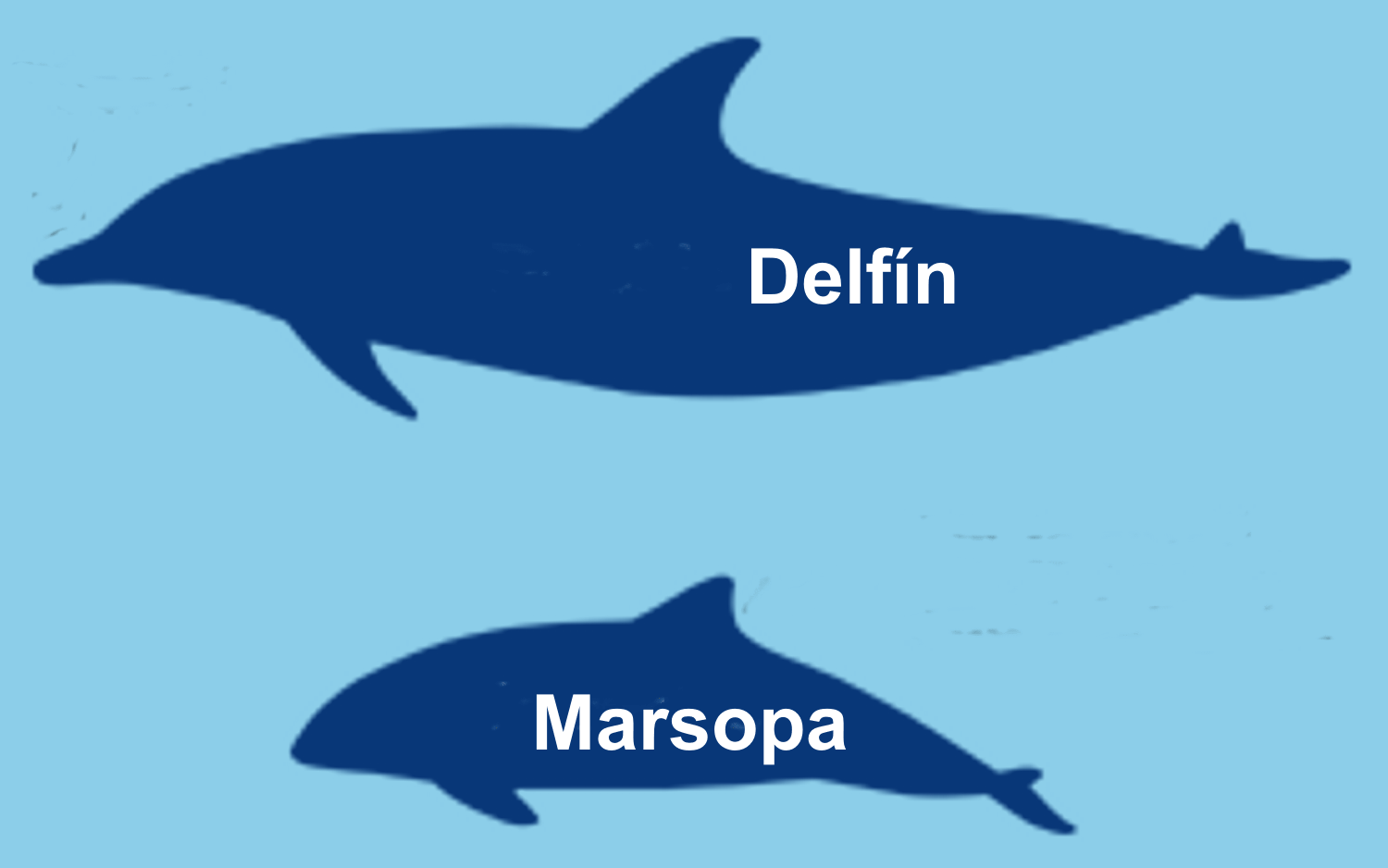
Différence de silhouette entre dauphin (en haut) et marsouin (en bas).

### Étymologie
Le substantif masculin « dauphin » (/do.ˈfɛ̃/) est issu, par l'intermédiaire d'un latin vulgaire *dalphinus, du latin classique delphinus, lui-même issu du grec δελφίς / delphís,,, peut-être lui-même issu de δελφὐς / delphús, « utérus » ou apparenté à delphax, le porc, qui partage une couche de graisse analogue,.
L'ancien français daufin est attesté au milieu du XIIe siècle : d'après le Trésor de la langue française informatisé, sa plus ancienne occurrence connue se trouve dans un manuscrit du Roman d'Alexandre.
« Dauphin » désigne en français de nombreux cétacés à dents (odontocètes) de moins de cinq mètres généralement dotés d'un rostre long même si l'espèce la plus familière de dauphins, celle que l'on trouve en majorité dans les delphinariums, est le grand dauphin, dont le nom latin signifie « à nez tronqué ». Les espèces concernées sont :
- plusieurs espèces de la famille des Delphinidés qui inclut aussi les orques ;
- les Delphinoïdes et les dauphins d'eau douce vivant dans les fleuves d'Asie ou d'Amérique du Sud.

Sous le terme dauphin, on regroupe beaucoup d'espèces très différentes. Aussi bien au niveau comportemental qu'au niveau physique aussi les généralités propres à tous les dauphins sont communes à tous les odontocètes, appelés « dauphins » ou non.
Certains cétacés sont parfois appelés incorrectement « dauphins » par exemple ceux avec un rostre court ou à peine existant tels que le narval et le béluga, deux animaux plus grands que les dauphins classiques, mais surtout les marsouins qui sont, eux, beaucoup plus petits.

### Noms vulgaires et noms scientifiques correspondants
Liste alphabétique des noms vulgaires ou des noms vernaculaires attestés de cétacés appelés « dauphin ».
Note : certaines espèces ont plusieurs noms et les classifications évoluant encore, certains noms scientifiques ont peut-être un autre synonyme valide. En gras, l'espèce la plus connue des francophones.
- Dauphin à bec blanc - voir Dauphin à nez blanc[6]
- Dauphin à bec de Peale - voir Dauphin de Peale[7]
- Dauphin à bosse indo-pacifique - Sousa chinensis[6]
- Dauphin à dos lisse - voir Dauphin à dos lisse boréal[7]
- Dauphin à dos lisse boréal - Lissodelphis borealis[6]
- Dauphin à dos lisse du Japon - la sous-espèce Lissodelphis borealis albiventris[7]
- Dauphin à flancs blancs - Lagenorhynchus acutus[6],[7] et Lagenorhynchus obliquidens[8]
- Dauphin à flancs blancs du Pacifique - Lagenorhynchus obliquidens[6],[7]
- Dauphin à gros nez ou Dauphin à grand nez - voir Grand dauphin[6],[7]
- Dauphin à nez blanc - Lagenorhynchus albirostris[6],[7]
- Dauphin à long bec - voir Dauphin longirostre[7]
- Dauphin aptère austral - Lissodelphis peronii[6]
- Dauphin blanc - Delphinapterus leucas[6],[7]
- Dauphin blanc de Chine - Sousa chinensis[6]
- Dauphin bleu - voir Dauphin bleu et blanc[7]
- Dauphin bleu et blanc - Stenella coeruleoalba[6],[8]
- Dauphin Burrunan - Tursiops australis
- Dauphin commun à bec court - Delphinus delphis[6],[8],[7]
- Dauphin commun à bec large - voir Dauphin commun à long bec[6]
- Dauphin commun à long bec - Delphinus capensis
- Dauphin commun d'Arabie - Delphinus tropicalis[6]
- Dauphin commun de la mer d'Oman - voir Dauphin commun d'Arabie[7]
- Dauphin d'eau douce - Platanistidae spp[7].
- Dauphin d'eau douce de Chine - Lipotes vexillifer[8],[7]
- Dauphin d'Hector - Cephalorhynchus hectori[6],[7]
- Dauphin Fadin - voir Dolfini Fadini[6]
- Dauphin d'Inde ou Dauphin indien - Sousa plumbea[6]
- Dauphin de Bornéo - voir Dauphin de Fraser[8],[7]
- Dauphin de rose de l'Amazone - Inia geoffrensis[6]
- Dauphin de Chine - Lipotidae spp[6].
- Dauphin de Clymène - Stenella clymene[6]
- Dauphin de Commerson - Cephalorhynchus commersonii[6],[8],[7]
- Dauphin de Fitzroy - voir Dauphin sombre[7]
- Dauphin de Fraser - Lagenodelphis hosei[6],[8]
- Dauphin de Gill - voir Dauphin à flancs blancs du Pacifique[7]
- Dauphin de Heaviside - Cephalorhynchus heavisidii[6],[7]
- Dauphin de l'Indus - Platanista minor[7]
- Dauphin de l'Irrawaddy - Orcaella brevirostris[6]
- Dauphin de l'Orénoque - Sotalia fluviatilis
- Dauphin de Peale - Lagenorhynchus australis[6]
- Dauphin de Peron - Lissodelphis peronii[7]
- Dauphin de la Plata - Pontoporia blainvillei[6],[8]
- Dauphin de Risso - Grampus griseus[6],[8],[7]
- Dauphin du Cameroun - Sousa teuszii[6]
- Dauphin du Chili - Cephalorhynchus eutropia[6]
- Dauphin du Gange - Platanista gangetica[8],[7]
- Dauphin douteux - voir Dauphin tacheté pantropical[7]
- Dauphin fluviatil de Chine - Lipotes vexillifer[6]
- Dauphin gris - voir Dauphin de Risso[7]
- Dauphin longirostre - Stenella longirostris[6]
- Dauphin noir - voir Dauphin noir du Chili[7]
- Dauphin noir du Chili - Cephalorhynchus eutropia[6]
- Dauphin pilote - Globicephala melaena[6]
- Dauphin rayé - Stenella coeruleoalba[6]
- Dauphin sablier - Lagenorhynchus cruciger[6]
- Dauphin sombre - Lagenorhynchus obscurus[6]
- Dauphin tacheté - Stenella spp[6],[7]
- Dauphin tacheté de l'Atlantique - Stenella frontalis[6]
- Dauphin tacheté pantropical - Stenella attenuata[6]
- Dauphin vrai - Delphinidae spp[6]
- Grand dauphin - Tursiops truncatus[8]

## Biologie, comportement et écologie
Les caractéristiques générales des dauphins sont celles des Cétacés, avec des différences pour chaque espèce : voir les articles détaillés pour plus d'informations, notamment sur leur constitution physique et leur mode de vie respectifs.

### Évolution
Comme les baleines et les autres cétacés, les ancêtres des dauphins ont perdu leurs pattes arrière, il y a environ 35 millions d'années. Au début de la gestation, l'embryon dauphin a quatre pattes qui se développent puis les pattes arrière se rétractent et disparaissent.

### Anatomie

#### Biologie
Comme les autres cétacés, leur front bombé contient le « melon », une cavité remplie de diverticules du système respiratoire qui communiquent entre eux par des valves. C'est en envoyant de l'air d'un diverticule à l'autre qu'ils émettent des sons. Pour repérer leurs proies, les dauphins utilisent leur sonar. Ils dirigent les sons qu'ils émettent dans la direction de leurs futures victimes, le son ricoche et revient avec un son modifié jusqu'à l'oreille du dauphin.
Le dauphin se propulse hors de l'eau grâce à sa nageoire caudale.

#### Sens

Melon d'un dauphin (en bleu)

L'oreille de dauphin a des adaptations spécifiques au milieu marin. Chez l'homme, l'oreille moyenne fonctionne comme un égaliseur d'impédance entre la faible impédance de l'air extérieur et la haute impédance du fluide cochléaire. Chez les dauphins et autres mammifères marins, il n'y a pas de grande différence entre les environnements extérieur et intérieur. Au lieu que le son traverse l'oreille externe jusqu'à l'oreille moyenne, les dauphins reçoivent le son par la gorge, à partir de laquelle il passe à travers une cavité remplie de graisse à faible impédance jusqu'à l'oreille interne. L'oreille du dauphin est isolée acoustiquement du crâne par des poches sinusales remplies d'air, qui permettent une plus grande audition directionnelle sous l'eau. Les dauphins envoient des clics à haute fréquence à partir d'un organe appelé melon. Ce melon est composé de graisse et le crâne de toute créature contenant un melon aura une grande dépression. Cela permet aux dauphins de produire du biosonar pour l'orientation. Bien que la plupart des dauphins n'aient pas de poils, ils ont des follicules pileux qui peuvent remplir certaines fonctions sensorielles. Au-delà de la localisation d'un objet, l'écholocalisation fournit également à l'animal une idée de la forme et de la taille d'un objet, bien que son fonctionnement exact ne soit pas encore compris,.
L'œil du dauphin est relativement petit pour sa taille, mais il conserve un bon degré de vue. De plus, les yeux d'un dauphin sont placés sur les côtés de sa tête, de sorte que leur vision se compose de deux champs, plutôt que d'une vision binoculaire comme les humains. Lorsque les dauphins font surface, leur cristallin et leur cornée corrigent la myopie qui résulte de la réfraction de la lumière; ils contiennent à la fois des cellules en bâtonnets et en cône, ce qui signifie qu'ils peuvent voir à la fois dans une lumière faible et vive, mais ils ont beaucoup plus de cellules en bâtonnets que de cellules coniques. Cependant, les dauphins manquent de pigments visuels sensibles aux courtes longueurs d'onde dans leurs cellules coniques, ce qui indique une capacité de vision des couleurs plus limitée que la plupart des mammifères. La plupart des dauphins ont des globes oculaires légèrement aplatis, des pupilles élargies (qui rétrécissent à la surface pour éviter les dommages), des cornées légèrement aplaties et un tapetum lucidum ; ces adaptations permettent à de grandes quantités de lumière de passer à travers l'œil et, par conséquent, une image très claire de la zone environnante. Ils ont également des glandes sur les paupières et la couche cornéenne externe qui servent de protection pour la cornée.

### Comportement

#### Chasse
Généralement, les dauphins chassent en groupes serrés. On parle de coopération. Lorsqu'un dauphin marin repère un banc de poissons, il avertit le reste du groupe qui se rapproche alors jusqu'à encercler les proies tout en les contraignant à se rassembler vers la surface. Une fois les poissons pris au piège et affolés, les dauphins n'ont plus qu'à traverser le banc l'un après l'autre en ouvrant une large gueule. On sait aussi que certains dauphins poursuivent les bancs de sardines jusqu'à les faire échouer sur le sable pour les attraper ensuite en s'échouant eux-mêmes à demi. Dans quelques cas, les dauphins peuvent s'associer aux thons et même aux requins pour des séances de chasse commune. Le dauphin a une excellente vision et possède également un sonar.

#### Sexualité / reproduction
Chez les dauphins, la gestation dure 12 mois. Pour mettre bas, la femelle effectue des flexions de sa nageoire caudale puis s'étire au maximum. Le petit dauphin sort la nageoire caudale en premier. Un dauphin est sexuellement mature entre 5 et 7 ans pour les femelles et vers 10–12 ans pour les mâles. La sexualité de certaines espèces de dauphins est, comme pour d'autres espèces évoluées tels les bonobos, en relation avec leurs interactions sociales ; ils peuvent en particulier manifester des comportements bisexuels,.

##### Homosexualité
Des grands dauphins observés dans la baie Shark en Australie ont, en sus de comportements très bisexuels, des périodes d'homosexualité stricte. Krista Nicholson, de l'université Murdoch, indique que les mâles se retrouvaient ensemble une fois la saison de reproduction terminée et formaient des sous-groupes « dans lesquels ils ont été observés se livrant à un comportement socio-sexuel qui comprenait des chevauchements et des contacts génitaux entre individus ». Les sous-groupes peuvent se réunir à nouveau en un seul grand groupe, puis se diviser en sous-groupes de compositions différentes. D'après Krista Nicholson, il s'agit d'un comportement coutumier observable également chez d'autres populations de grands dauphins. Par ailleurs, Krista Nicholson affirme que, dans la baie Shark, où les « dauphins mâles forment des alliances à vie, les interactions sociosexuelles entre mâles sont plus courantes qu'entre femelles ou entre sexes ». Le journal Deutsche Welle indique que les mâles de la famille des dauphins Tursiops sont « généralement bisexuels et ont des périodes où ils sont exclusivement homosexuels ».
Selon Christian Kropf, biologiste à l'Institut d'écologie et d'évolution de l'Université de Berne, 6 % des mâles chez les grands dauphins s'accouplent exclusivement avec d'autres mâles, et les grands dauphins mâles peuvent former des relations homosexuelles durables. Christian Kropf précise que ces dauphins mâles pratiquent des pénétrations avec leurs partenaires de même sexe. D'après un rapport de l'université Murdoch, l'homosexualité pourrait être un facteur essentiel au maintien de l'organisation sociale dans la communauté des dauphins.

#### Sociabilité

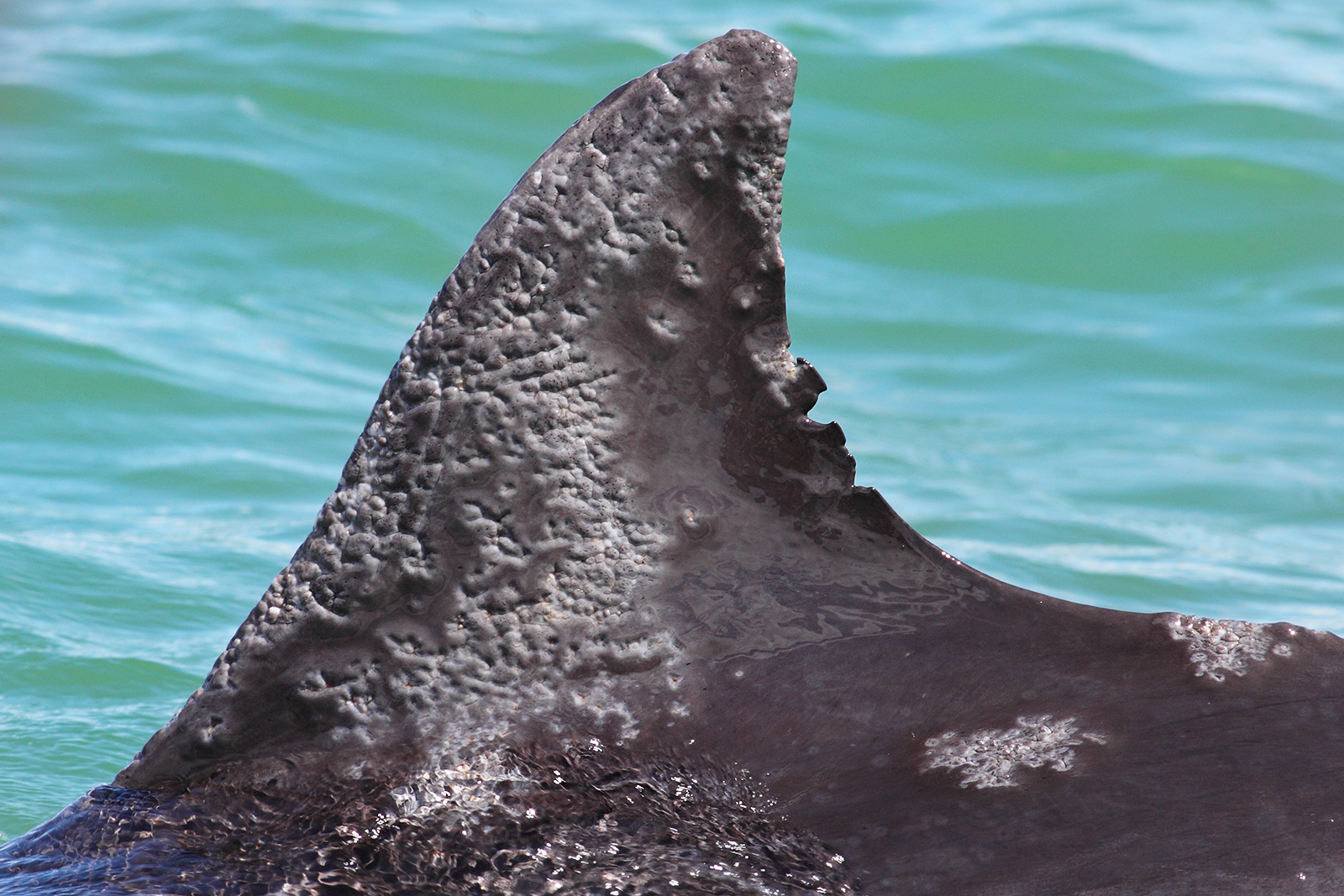
La nageoire dorsale peut comporter des stries, des différences de coloration et sur ses bords des encoches qui sont majoritairement des cicatrices de morsures sociales acquises lors des interactions agonistiques intra- et intersexuelles. Elles constituent des marquages naturels qui sont à la base de la photo-identification individuelle.

Les dauphins présentent un caractère social, mais les individus de certaines espèces sont solitaires, hormis au moment de la reproduction et durant la période d'élevage des petits. Au sein des grands dauphins (Tursiops truncatus), espèce sociale, les individus ont des personnalités marquées, certains étant plus grégaires, d'autres solitaires, ou recherchant parfois le contact avec les humains,.
Une femelle peut confier son petit aux autres femelles quand elle part chasser. Il semble que quand une femelle de grand dauphin veut appeler ses petits ou attirer leur attention, elle ne les appelle pas par l'équivalent d'un prénom individuel, mais par une vocalise qui la désigne elle-même.
Ces animaux sont populaires car certaines de ces espèces se laissent approcher par les humains et se montrent affectueuses. Certains dauphins sont connus pour avoir sauvé des humains, le mythe d'Arion de Méthymne conte une aventure de ce type. En 2013, au large de Kona, à Hawaï, un dauphin demande l'aide d'un plongeur pour libérer sa nageoire pectorale gauche coincée dans une ligne de pêche. L'espèce est pour cette raison parfois utilisée pour des thérapies et ces comportements ont probablement contribué au développement d'une véritable industrie des delphinariums et d'un tourisme de l'observation des mammifères marins sauvages.

#### Sommeil
Les dauphins doivent respirer y compris pendant leur sommeil, ils ont donc une activité minimale leur permettant de rester à la surface, telle que tourner en rond par exemple. Comme tous les cétacés, ils pratiquent donc un sommeil unihémisphérique.
Les jeunes dauphins doivent apprendre à nager en surface durant leur sommeil, les femelles doivent veiller pour que leurs petits ne se noient pas.

## Santé

### Espérance de vie
Dans la nature, les dauphins peuvent vivre jusqu'à 50–60 ans pour les mâles (en moyenne 31 ans s'ils ont dépassé la petite enfance), et 70–80 ans (en moyenne 46 ans) pour les femelles. En captivité ils ne vivent généralement qu'une vingtaine d'années (quelques orques dépassent 30 ans, et l'on en connaît deux qui ont la quarantaine).[réf. nécessaire]

### Maladie
En septembre 2017, des chercheurs de l’université d’Oxford publient une étude rapportant la découverte de plaques et d’enchevêtrements de protéines, habituellement considérés comme les signes révélateurs de la maladie d’Alzheimer chez l’Homme, dans le cerveau de dauphins sauvages retrouvés morts. C'est la première fois que la maladie est observée chez un animal sauvage.

## Les dauphins et l'Homme

### Les dauphins dans la culture

#### Approche historique

##### Les dauphins dans lesmythologies

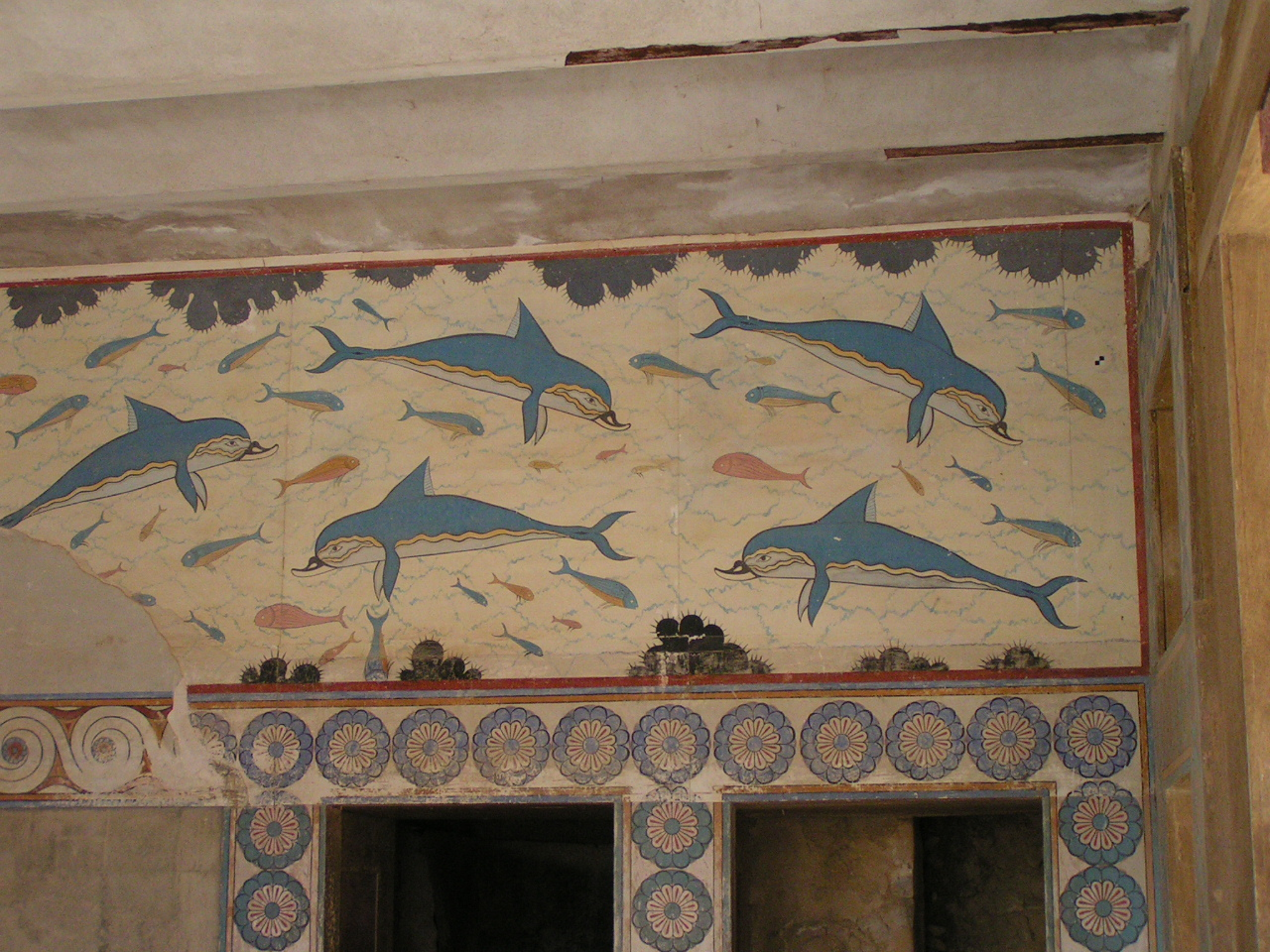
Fresque du palais de la Reine, à Cnossos, montrant vraisemblablement des dauphins bleu et blanc.

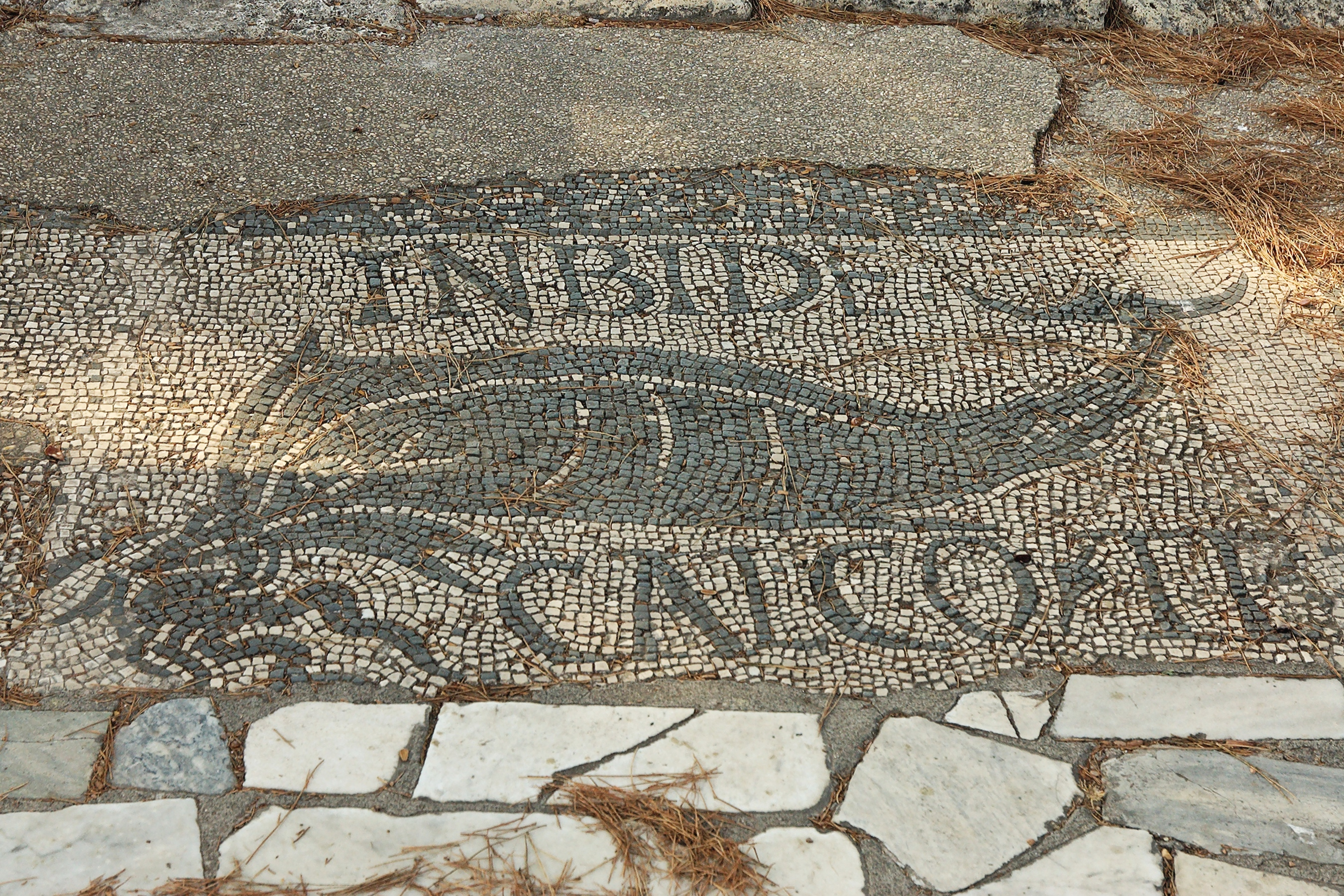
Mosaïque à Ostie représentant un dauphin mangeant un calmar, inscription « inbide, calco te »
(« envieux, je te méprise »).

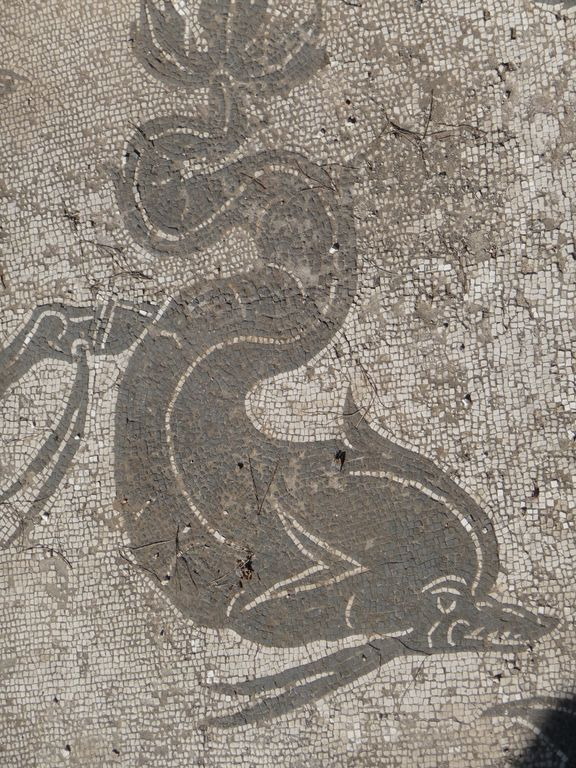
Mosaïque des fouilles d'Ostia Antica.

Les dauphins sont présents dans l'iconographie de la Grèce antique. Une des plus anciennes fresques grecques connues, datée du XVe siècle av. J.-C., se trouve dans la salle de bain de la reine à Knossos. L'Odyssée fait également référence aux dauphins et les représente joviaux et bouffons. Les Grecs semblent beaucoup s'être intéressés à ces animaux : les dauphins sont représentés également sur des mosaïques, des pièces de monnaie, des bijoux, des vases et sous forme de statues. Souvent, les dauphins sont représentés en bande.
Les dauphins apparaissent fréquemment dans la mythologie grecque et sont réputés être l'animal favori de Poséidon et incarnation du dieu solaire Apollon qui, paré d'une vertu pacifique et joviale, est alors un guide pour un autre monde. D'après Hygin, Poséidon convainc Amphitrite de l’épouser en lui envoyant un dauphin ; pour récompenser son messager, Poséidon le mit dans le ciel où il devint la constellation du Dauphin. Lorsque Minos met au défi Thésée de prouver qu’il est bien le fils de Poséidon, il est escorté jusqu’au palais des Néréides par des dauphins. Arion de Méthymne est un autre fils de Poséidon. Apollon aurait pris la forme de cet animal pour sauver les marins crétois dirigés par Icarios[Lequel ?] et chargés d'instaurer son culte sur les pentes du mont Parnasse, à l'oracle de Delphes. Aulu-Gelle, dans ses Nuits attiques évoque l'attachement d'un dauphin pour un enfant : « Les dauphins sont voluptueux et enclins à l'amour, ainsi que l'attestent des exemples anciens et même récents. En effet, sous les premiers Césars, dans la mer de Pouzzoles, selon le récit d'Apion, et plusieurs siècles auparavant, près de Naupacte, comme le rapporte Théophraste, on a vu, de manière à n'en pouvoir douter, plusieurs de ces animaux donnant des marques évidentes de l'amour le plus passionné. »
Le même Aulu-Gelle rapporte l'anecdote suivante à propos d'Arion de Méthymne :

« Ce musicien fameux, qui vivait dans les premiers âges du monde, naquit à Méthymne, et passa les premières années de sa vie, dans l'île de Lesbos. Périandre, roi de Corinthe, plein d'admiration pour son talent, lui témoigna de la bienveillance et même de l'affection. Toutefois le célèbre artiste s'éloigna de sa personne, dans le dessein de visiter la Sicile et l'Italie, pays de tous temps renommés. Dans ces contrées, il enchanta tous les habitants des villes qu'il parcourut, par la beauté de ses vers et la douceur de ses accords. Après être devenu les délices et l'amour de ces charmants pays, et y avoir amassé d'immenses richesses, Arion forma le dessein de retourner à Corinthe. Il choisit donc un vaisseau dont les matelots étaient de cette ville, croyant pouvoir leur confier avec plus de sûreté sa fortune. Mais les Corinthiens, après l'avoir pris à bord, et avoir gagné la pleine mer, forment le dessein de se défaire de lui, pour s'emparer de ses trésors. Arion s'étant aperçu du danger qui le menaçait, offre aux matelots de leur distribuer tout ce qu'il possède, et les prie de lui laisser seulement la vie. Tout l'effet que ses supplications et de ses larmes produisirent sur le cœur de ces barbares, fut d’obtenir qu'ils ne tremperaient pas leurs mains dans son sang, à condition que, sur l'heure, il se précipiterait lui-même dans les flots. Consterné de ce qu'il entend, et perdant toute espérance de sauver ses jours, Arion sollicita une dernière grâce : qu'on lui permette de se revêtir de ses habits les plus précieux, de prendre sa lyre, et de mourir en chantant son malheur. Ces marins féroces et insensibles eurent cependant la curiosité de l'entendre, et lui accordèrent sa demande. Aussitôt, s'étant paré, comme il avait coutume de le faire dans des jours bien différents de celui-ci, de ce qu'il avait de plus élégant et de plus brillant dans ses habillements, il se place au haut de la poupe, entonne une chanson d'un son de voix éclatant et militaire ; et en finissant, se précipite dans la mer avec ses ornements et sa lyre. Les matelots, bien persuadés qu'il a péri, poursuivent tranquillement leur route. Mais un incident, non moins singulier que digne d'admiration, sauva Arion d'une manière vraiment surprenante. Pendant qu'il luttait contre les vagues, un dauphin vient, le reçoit sur son dos, le tient élevé au-dessus des eaux, et le porte en nageant jusqu'au promontoire de Ténare, dans la Laconie, où il le dépose sain et sauf avec tous ses ornements. Arion se rendit de là droit à Corinthe, et alla aussitôt se présenter au roi Périandre, tel qu'il avait été laissé sur le rivage par le dauphin. Il raconta au prince son aventure ; mais celui-ci, la regardant comme une fable, le fit mettre en prison. Cependant, ayant soin de tenir l'arrivée d'Arion secrète, il fait venir les matelots aussitôt après leur débarquement, et leur demande ce qu'on disait de lui dans le pays qu'ils venaient de quitter ? Ils répondent qu'ils l'ont laissé en Italie, jouissant d'une bonne santé, admiré et chéri de toutes les villes, comblé d'honneur et nageant dans l'opulence. À peine ont-ils achevé ces mots, qu'on voit paraître Arion jouant sa lyre et revêtu des mêmes habits avec lesquels il s'était précipité dans la mer. Alors les matelots, interdits et convaincus, sont obligés d'avouer leur crime. Cette histoire se répandit dans Corinthe, dans toute l'île de Lesbos ; elle fournit le sujet d'un groupe d'airain qu'on voyait au promontoire de Ténare et qui représentait un dauphin nageant et portant un homme sur son dos. »

Comme beaucoup d'autres figures de la mythologie grecque, le Dauphin est une constellation du ciel nocturne, située près du Triangle d'été.
Les Romains utilisent souvent une figure plus stylistique pour représenter les dauphins, souvent plus proches d'une représentation de poisson.
Dans la mythologie hindoue, les dauphins d'eau douce sont des avatars de Gangâ, le dieu du Gange. Les dauphins roses de l'Amazone, une autre espèce de dauphin d'eau douce, sont, dans les mythologies locales, capables de se transformer en hommes, de séduire les jeunes femmes, voire les enlever.

##### Les dauphins dans l'Antiquité

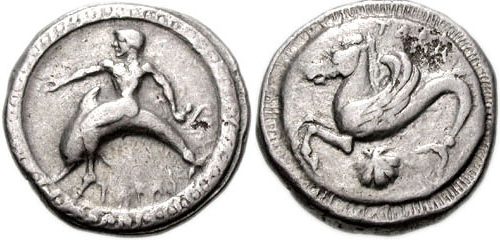
Pièce du découverte à Tarente.

Le philosophe Aristote, au IVe siècle avant notre ère, consacra de longues études aux cétacés, et établit notamment qu'ils étaient bien des mammifères, respirant de l'air et incubant leurs petits au moyen d'un placenta avant de les allaiter. Plusieurs autres naturalistes antiques comme Pline l'Ancien ont fourni des descriptions très détaillées et de nombreuses anecdotes concernant ces animaux, attestant d'une fréquentation assidue et d'une curiosité réciproque.
Dans l'Antiquité, les peuples marins comme les Grecs et Romains leur prêtaient de multiples exploits comme de guider les bateaux égarés dans la tempête ou de sauver les naufragés, comme le poète Arion de Méthymne. Ils sont d'ailleurs très souvent cités dans la littérature grecque. Les dauphins étaient l'emblème de la ville de Corinthe (Grèce) et une constellation porte leur nom.

##### Les dauphins au Moyen Âge
Comme l'ensemble du règne animal, les enlumineurs du Moyen Âge ont représenté le dauphin comme un monstre marin. Il est alors utilisé dans certaines armoiries, notamment celle des Dauphins de France et des Dauphins de Viennois, et représenté comme un poisson, le dauphin, tout comme la baleine, étant héraldiquement un poisson.

##### Les dauphins à l'âge classique

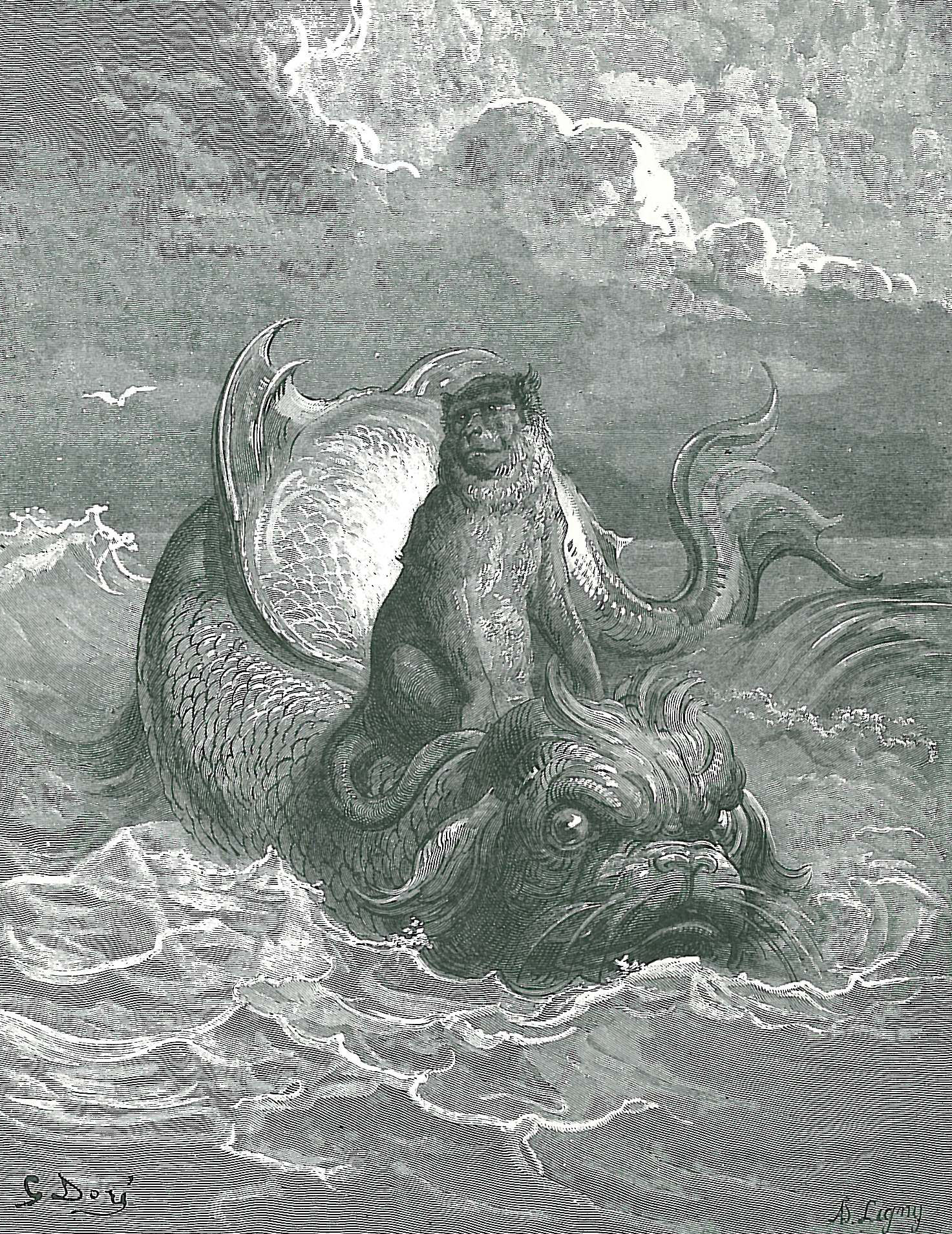
Dans son illustration pour la fable Le Singe et le Dauphin de La Fontaine (1868), Gustave Doré était manifestement conscient que les dauphins sont des mammifères, mais n'en ayant sans doute jamais vu, a exagéré leur ressemblance avec les mammifères terrestres.

Les anecdotes antiques ou modernes ont continué d'inspirer nombre d'écrivains comme Jean de la Fontaine :

« Un navire en cet équipage 

Non loin d'Athènes fit naufrage ; 

Sans les dauphins tout eût péri ; 

Cet animal est fort ami 

De notre espèce ; en son Histoire 

Pline le dit ; il le faut croire. »

— Jean de la Fontaine, Fables, livre IV fable 7, « Le Singe et le Dauphin ».

#### Littérature, télévision et cinéma

##### Littérature
- Ésope a consacré deux fables au dauphin : Les Dauphins, les Baleines et le Goujon et Le Lion et le Dauphin.
- Jean de La Fontaine a consacré une fable au dauphin : Le Singe et le Dauphin.
- Les dauphins dans le livre Un animal doué de raison de l’écrivain français Robert Merle.
- Le roman d'anticipation d'Arthur C. Clarke, L’Île des dauphins, imagine les raisons de l'intérêt du dauphin pour l'homme : le protéger de son seul ennemi naturel, l'orque.
- Les « néo-dauphins » dans le roman Marée stellaire de l'auteur américain David Brin publié en 1983.
- Les dauphins communiquent parfois avec les hommes, dans le livre basé sur des faits scientifiques d'Éric Demay, L'Homme qui parlait aux dauphins.
- Dans le roman Opération dauphin (1985), Heinz Günter Konsalik décrit le dressage de dauphins par l'United States Navy pour effectuer des opérations secrètes.
- L'album pour enfants Captain paul : protégeons les dauphins[40] (2021), Gropapa / Brunet explique aux enfants de 3 à 6 ans les prises accidentelles de dauphins et la surpêche sur le littoral français. Ce titre s'inspire de l'opération "Dolphin Bycatch" : c'est une campagne de sensibilisation du public par Sea Shepherd qui a pour but d'alerter sur le sort des dauphins le long des côtes françaises.

##### Films et documentaires
- Flipper, héros d'une série télévisée de 1964, rôle tenu en fait par plusieurs dauphins.
- Oum le dauphin blanc, animation télévisée française en 13 épisodes, diffusée pour la première fois en 1971.
- H2G2 : le Guide du voyageur galactique, film de science-fiction américain réalisé en 2005 adapté de la trilogie éponyme de Douglas Adams.
- Le Jour du dauphin, (The Day of the Dolphin) est un film américain réalisé par Mike Nichols, sorti en 1973.
- Ecco the Dolphin, jeu vidéo sorti en 1992 sur Sega Mega Drive.
- The Cove (La baie de la honte), film documentaire américain (Oscar du meilleur film documentaire 2010), sur la pêche des dauphins au Japon.
- L'Incroyable Histoire de Winter le dauphin, film américain réalisé en 2011, adapté d'une histoire vraie.
- L'Incroyable Histoire de Winter le dauphin 2, en 2014.
- Endless Ocean (2007) et Endless Ocean 2 (2009), jeux vidéo sur Wii.

#### Art
Le Dauphin est un symbole mythique de l'élément « eau ». Il est associé aux dieux antiques autour de la Méditerranée, on le trouve sur des représentations picturales et des sculptures plus des objets tels que des agrafes et broches. Il figure ainsi aussi bien dans l'art classique que dans l'art visuel contemporain. Il fait partie des éléments d'architecture recensés (comme le triton la naïade ou la sirène). Il fait partie des éléments d'exportation de culture sur tous les continents par les biais des circuits commerciaux dans l'Histoire avant le XXe siècle, autant que par le tourisme exotique nouveau…

##### Galerie chronologique

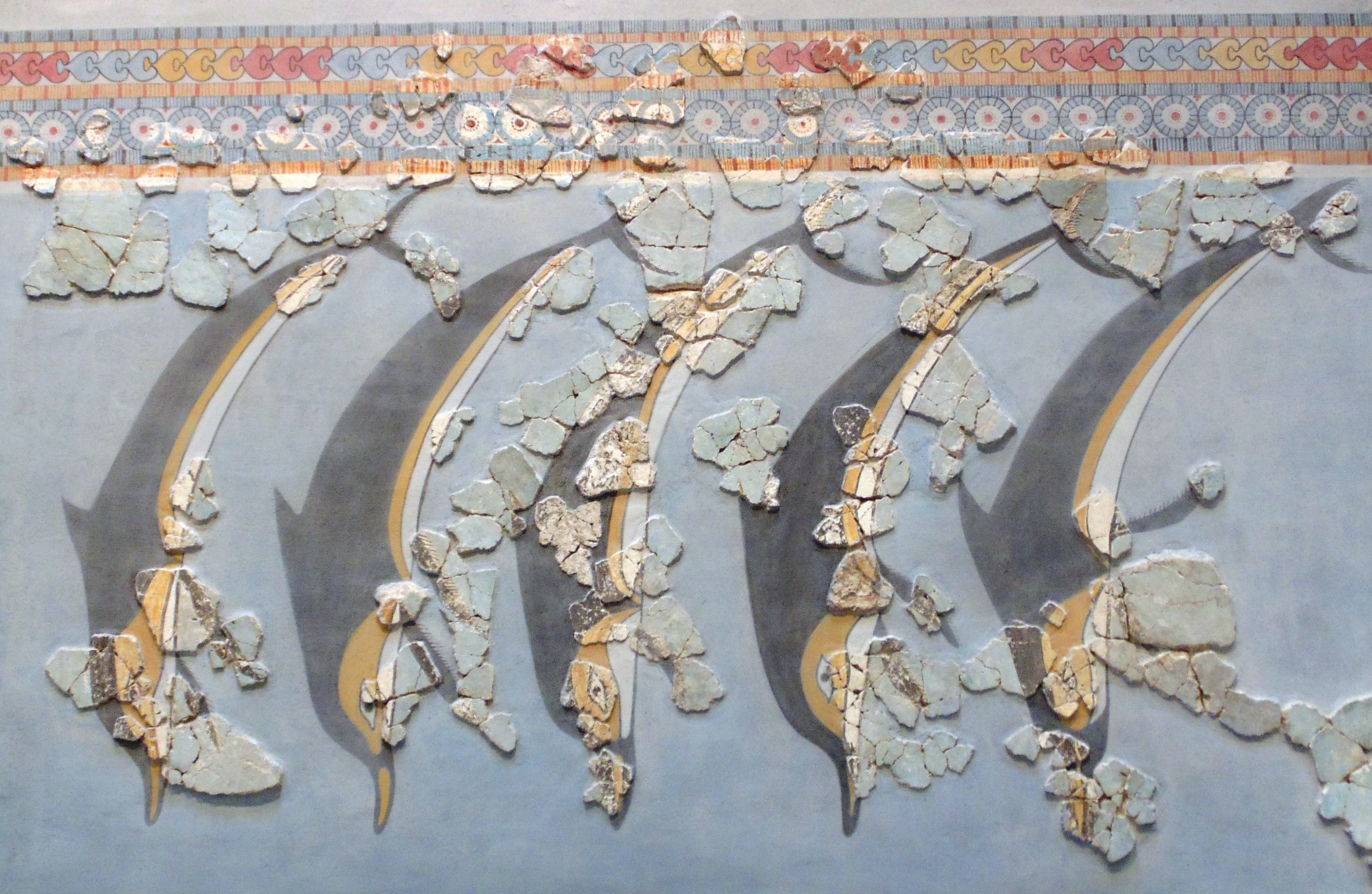
Civilisation mycénienne restes de mosaïque murale d'origine, figure reconstituée
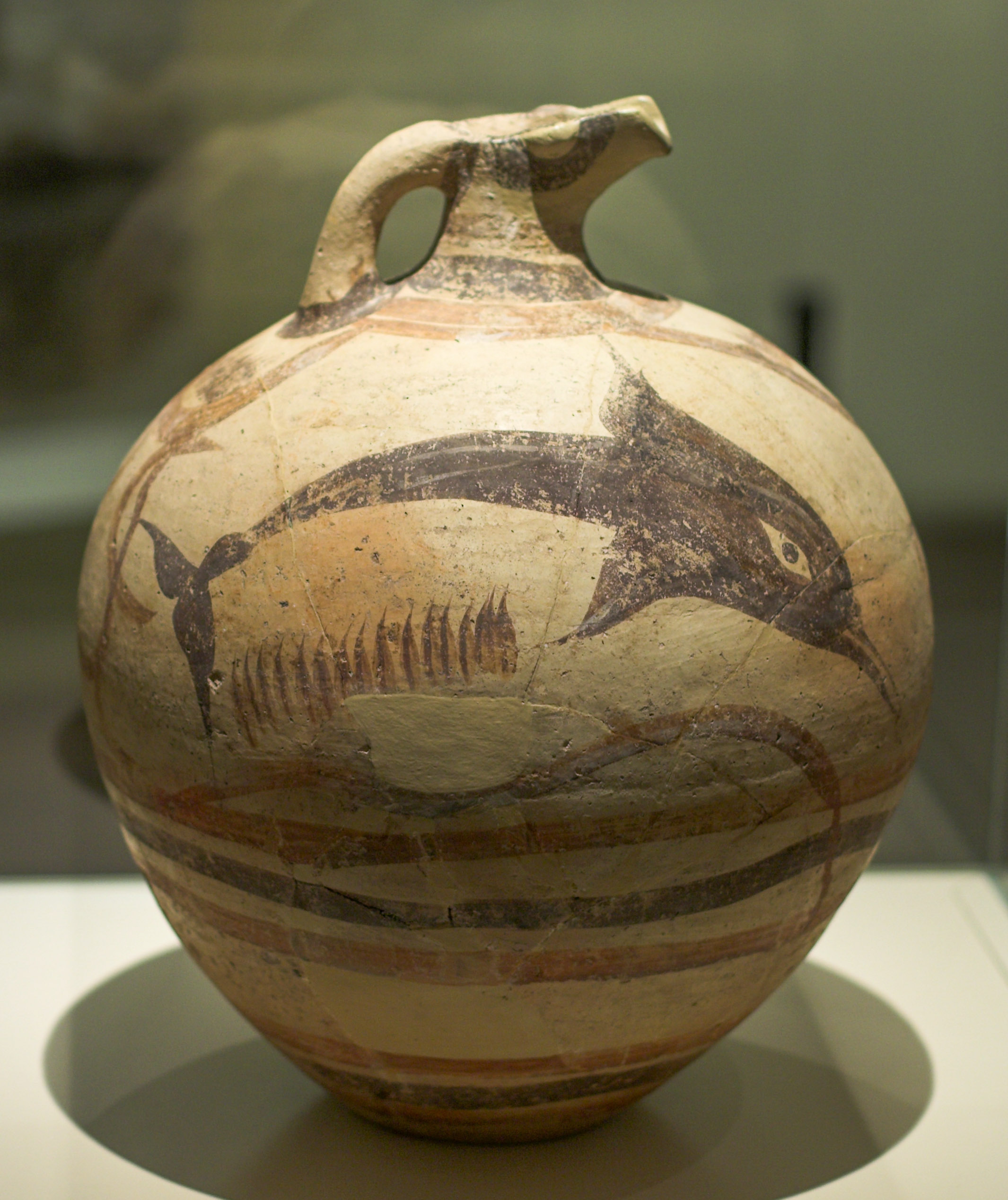
Akrotiri (Santorin) pot XVIe siècle av. J.-C.
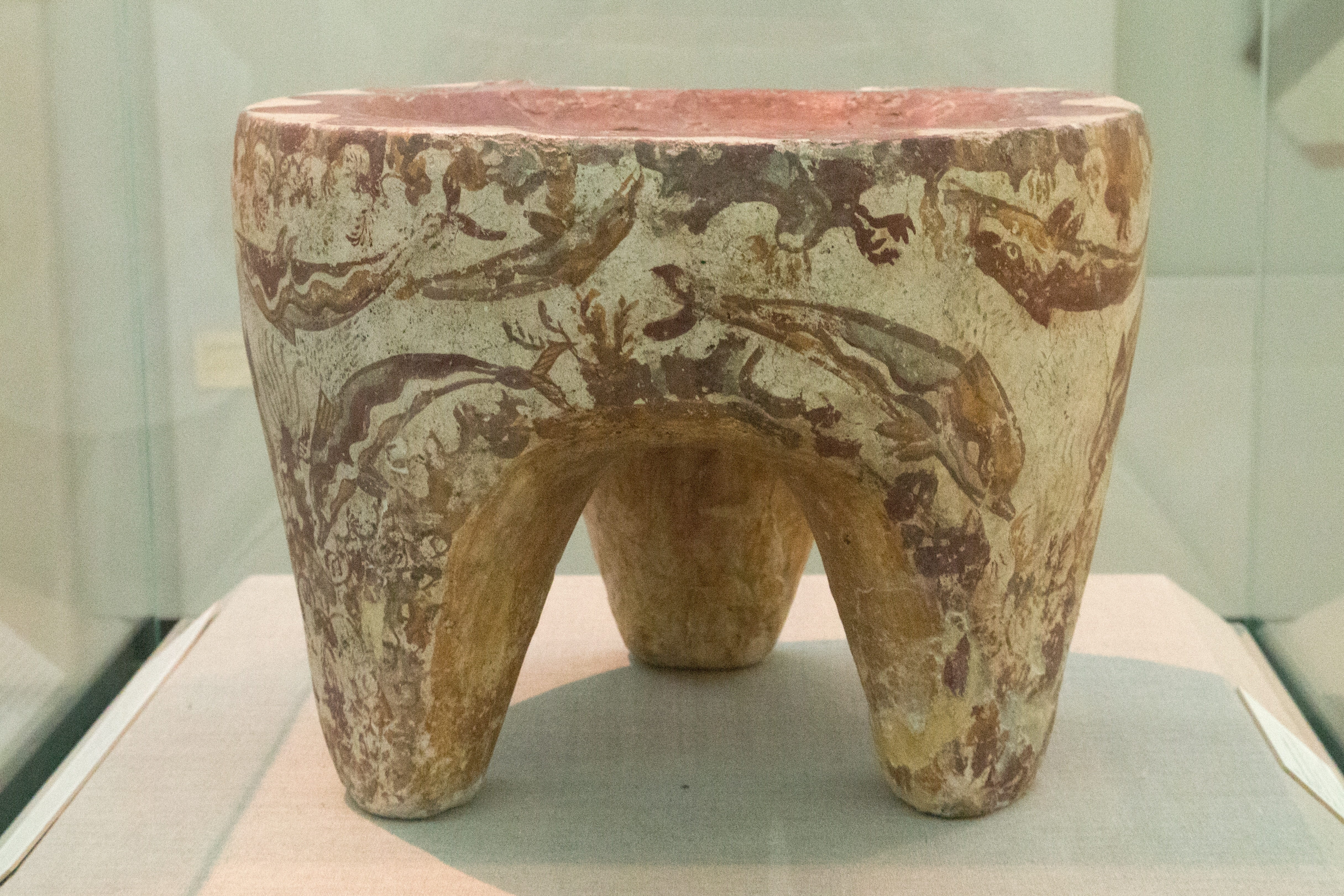
Akrotiri (Santorin) table d'offrandes XVIIe siècle av. J.-C.
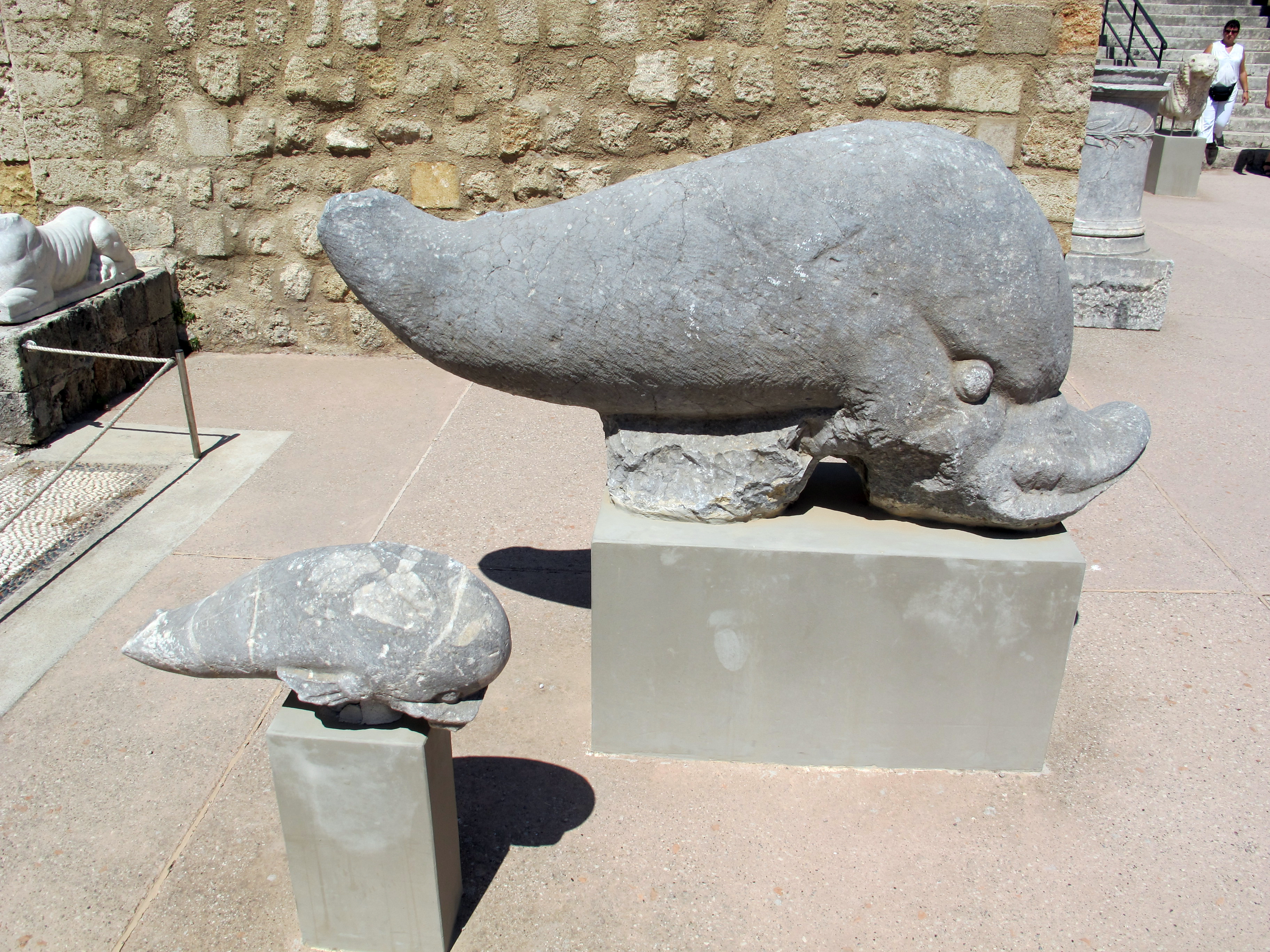
Rhodes sculpture gréco-romaine
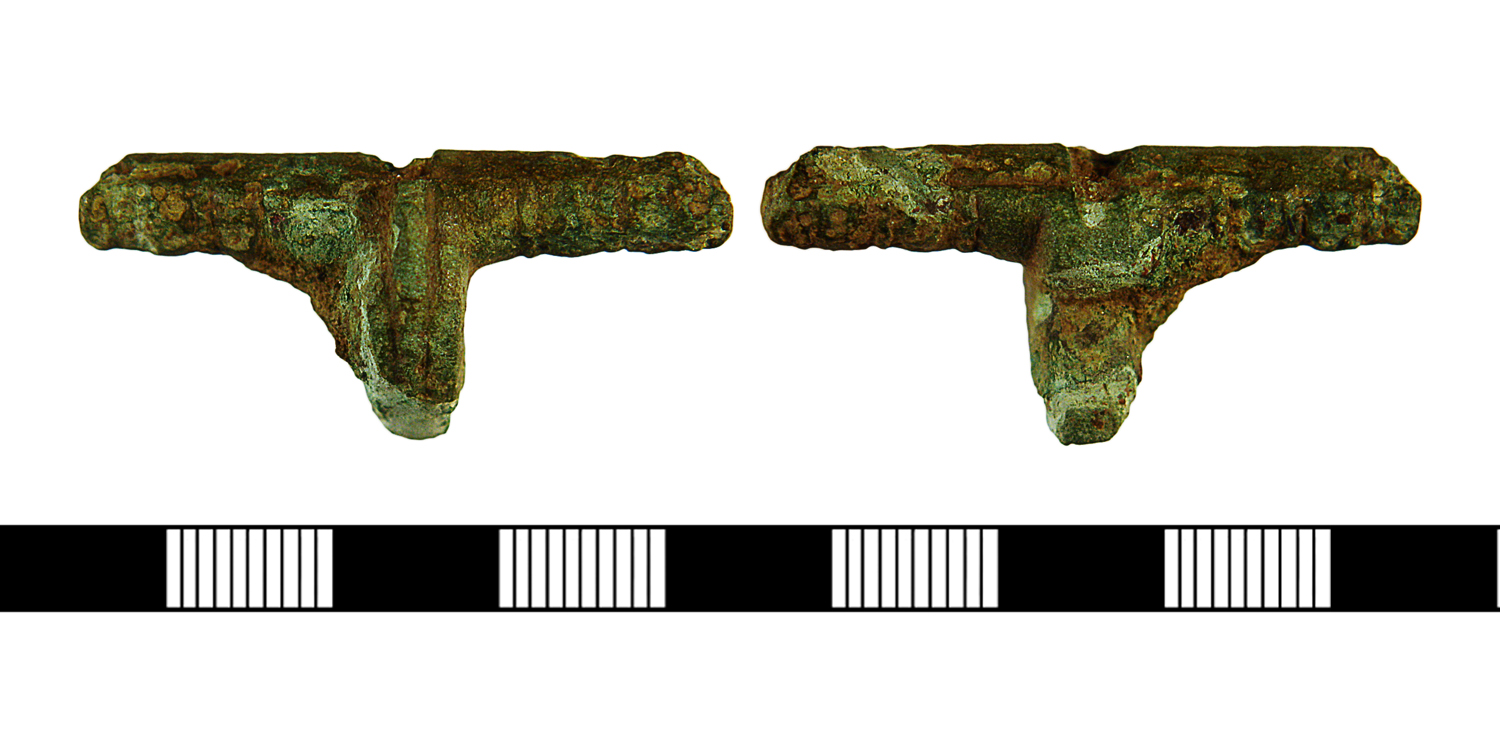
Les restes de broches romaines
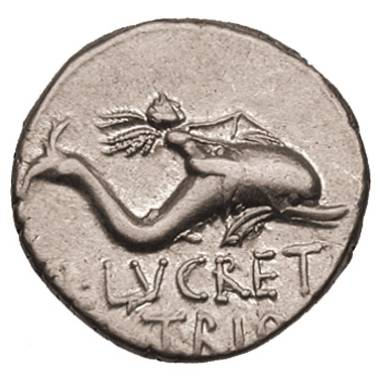
Neptune avec son trident sur un dauphin, monnaie du Ier siècle av. J.-C.
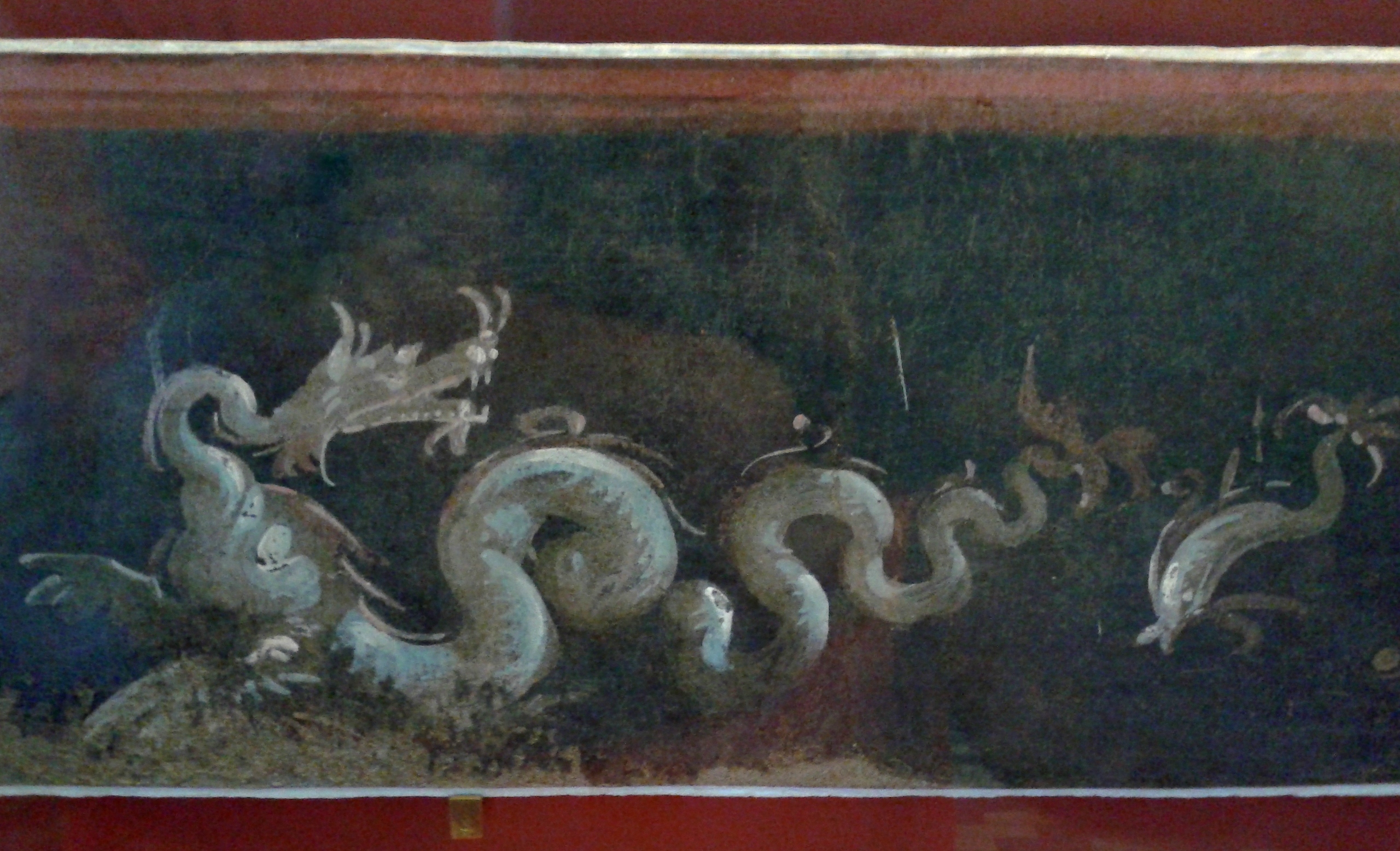
Pompéi Dragon des mers suivi d'un dauphin Ier siècle
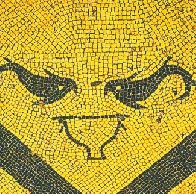
Caldarium en Catalogne Espagne, détail de mosaïque
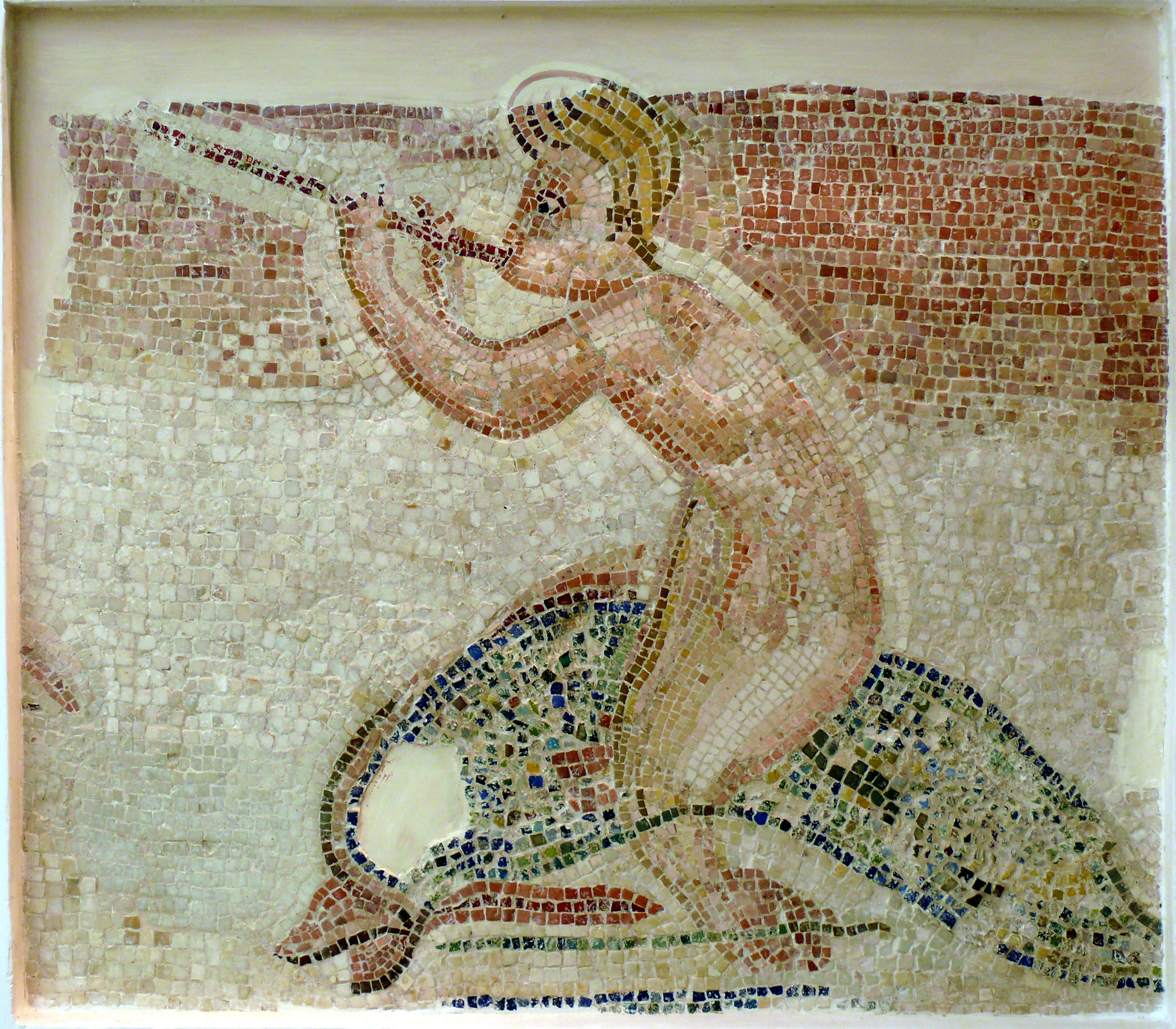
Sousse tunisie, Cupidon chevauche un dauphin IIIe siècle
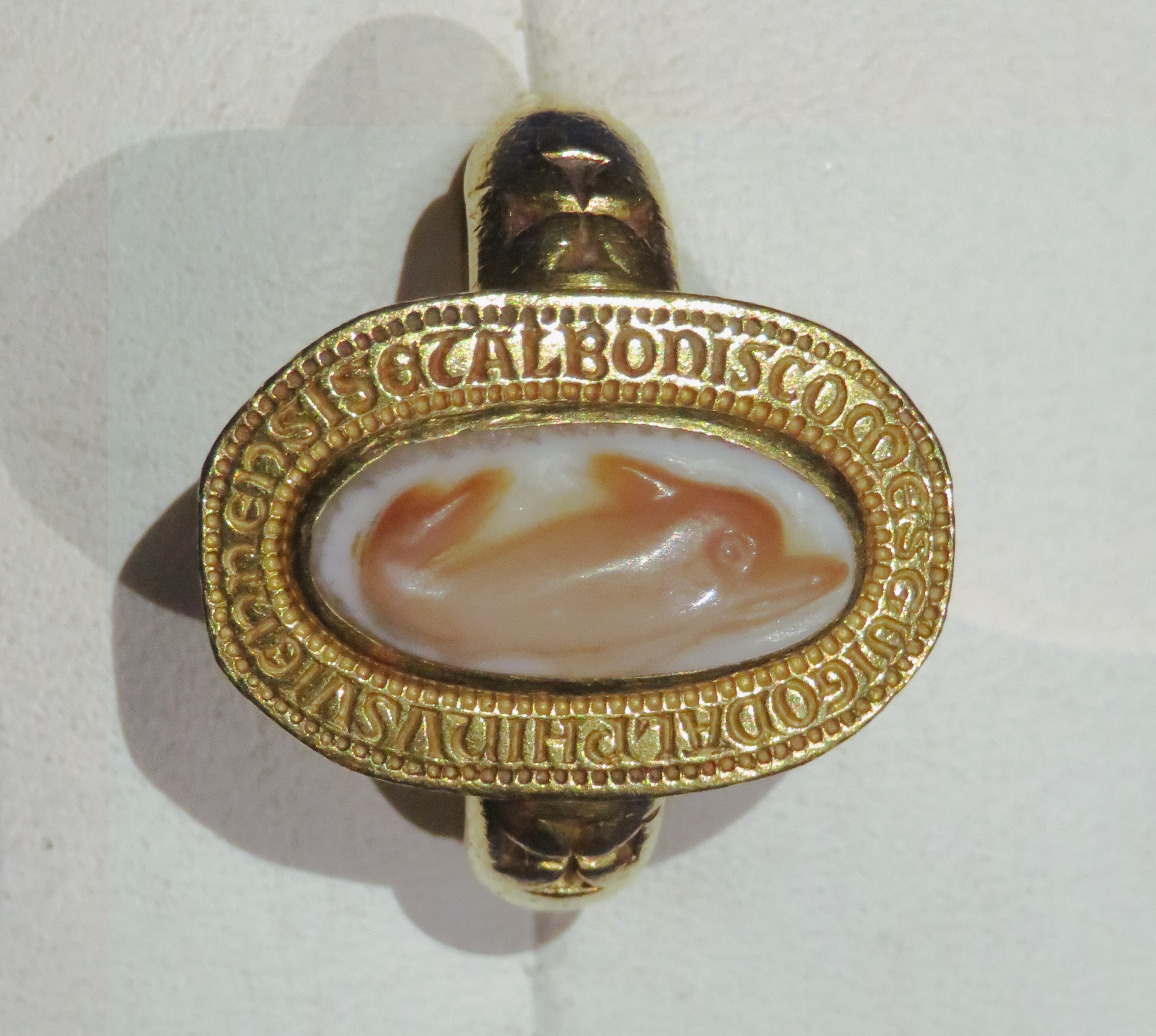
Bague du XIIe siècle (Guigues VIII du Dauphiné, nom de province venant du titre du fils du Roi de France)
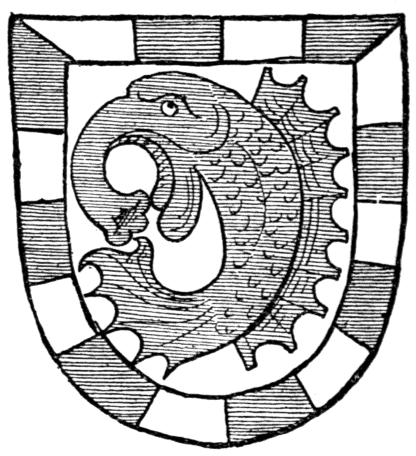
Héraldique, blason avant Renaissance
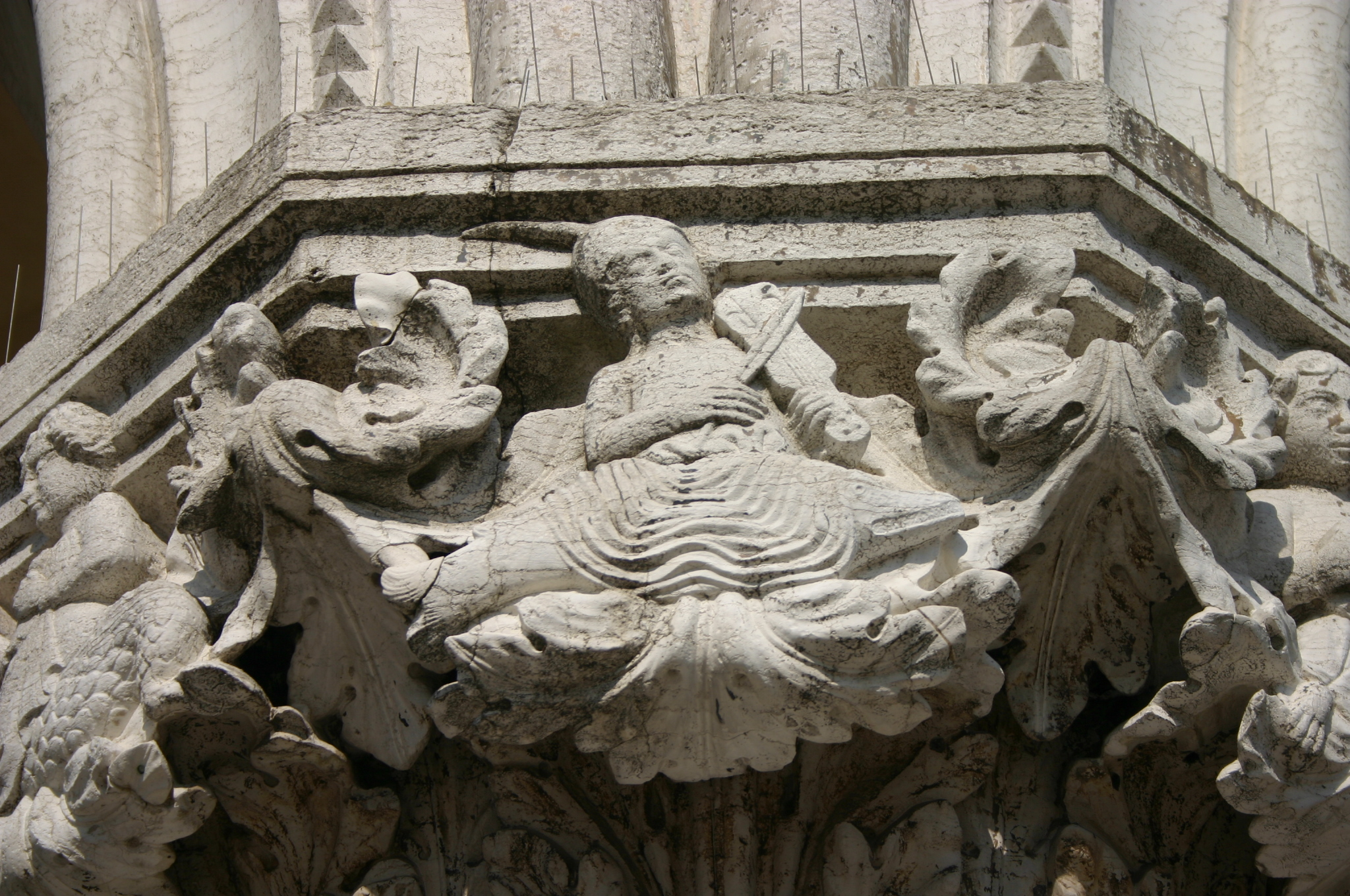
Palais des Doges Venise XIVe siècle, joueur de vielle chevauchant un dauphin (...monstre?)
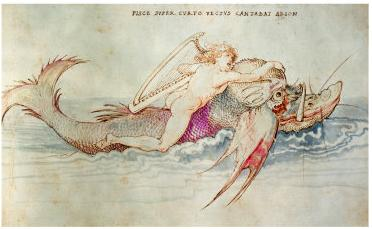
Arion le poëte chevauche un dauphin, Dürer vers 1514
Château de Nagoya (Aichi) 1518 Japon, le faîte qui doit se prolonger vers le ciel est terminé par deux Dauphins (restauration 2009)
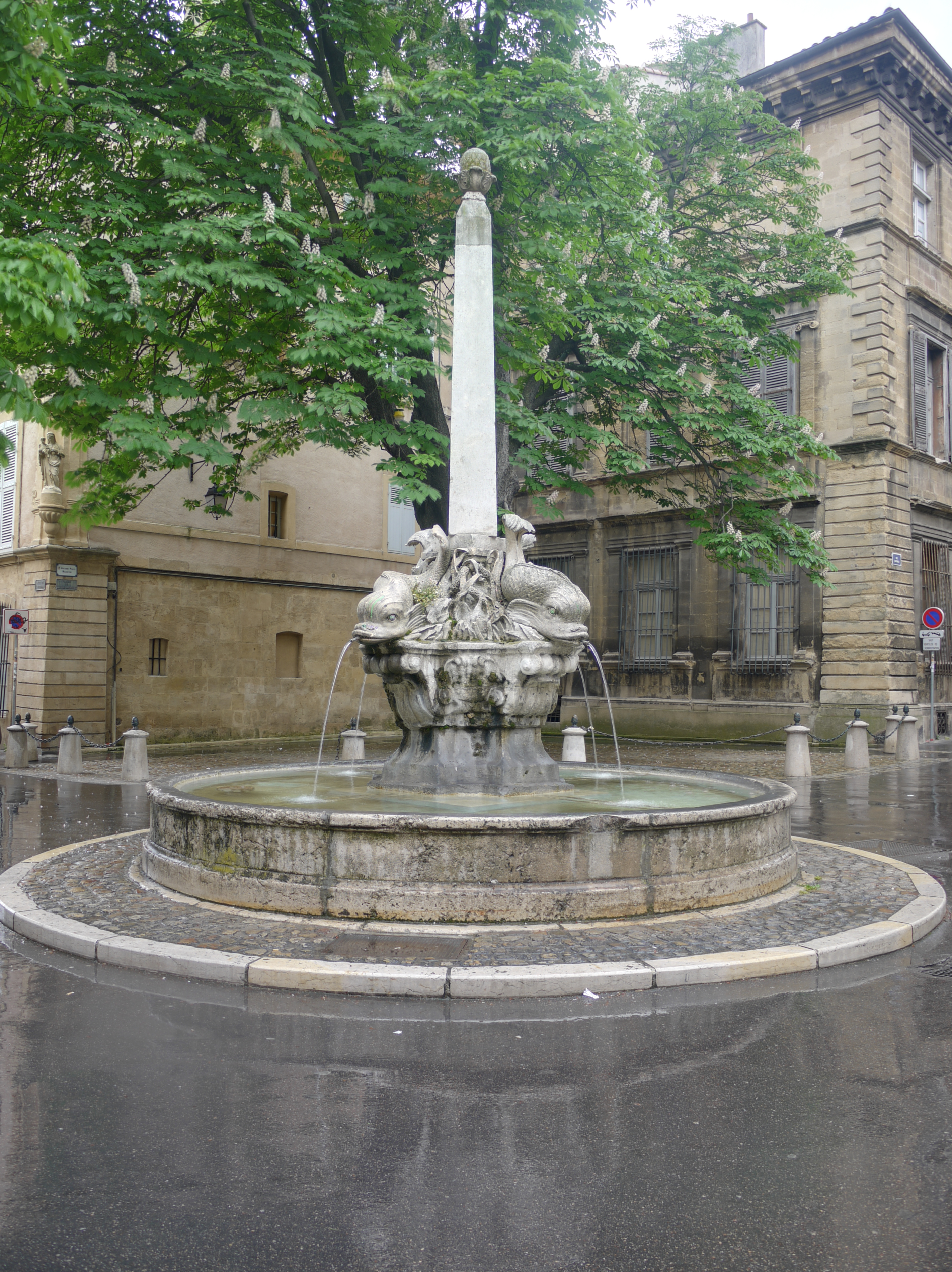
Fontaine des Quatre Dauphins, Aix-en-Provence, 1667
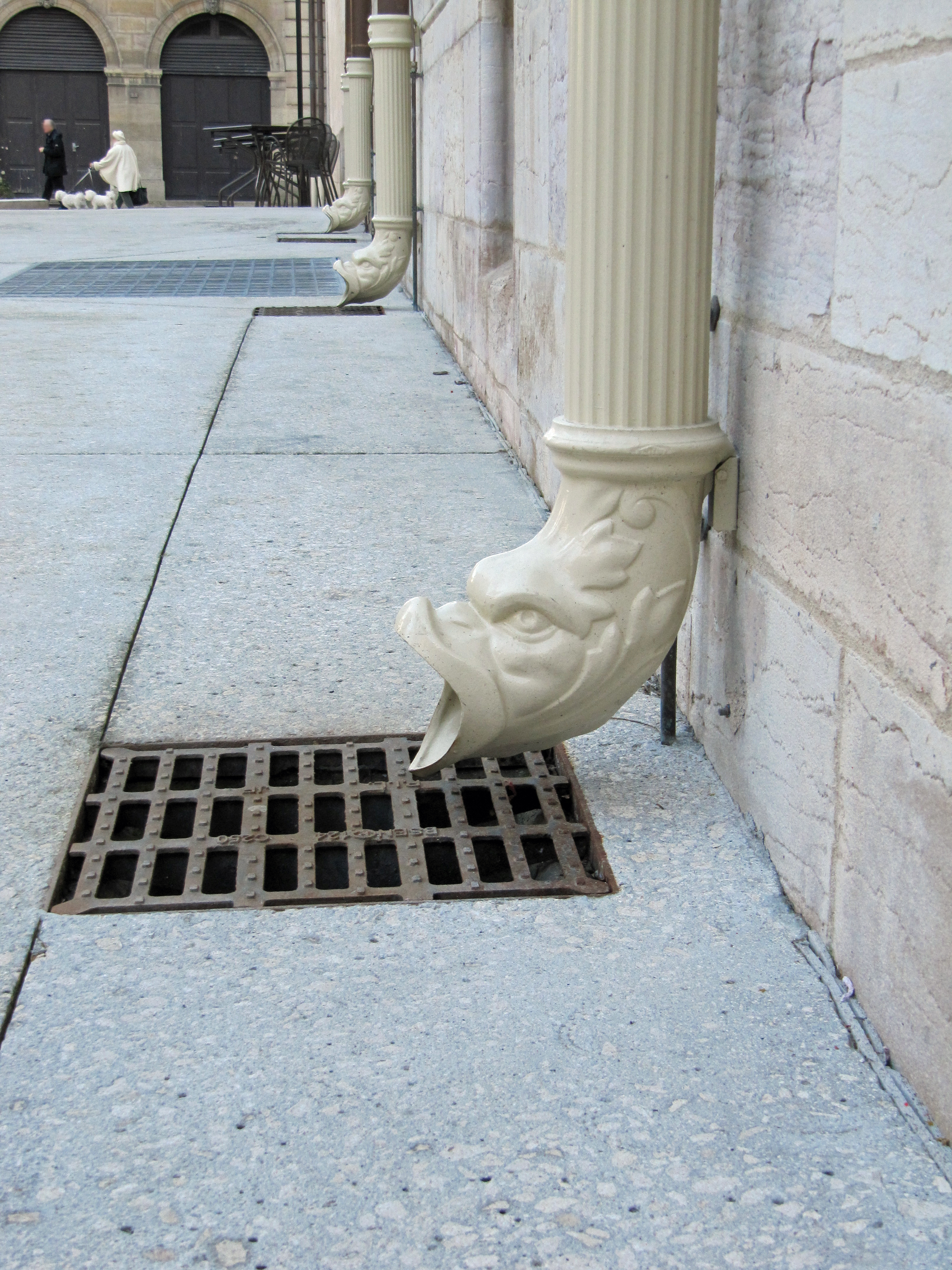
Dauphin[41] de rejet des eaux pluviales, fonte, après XVIIIe siècle
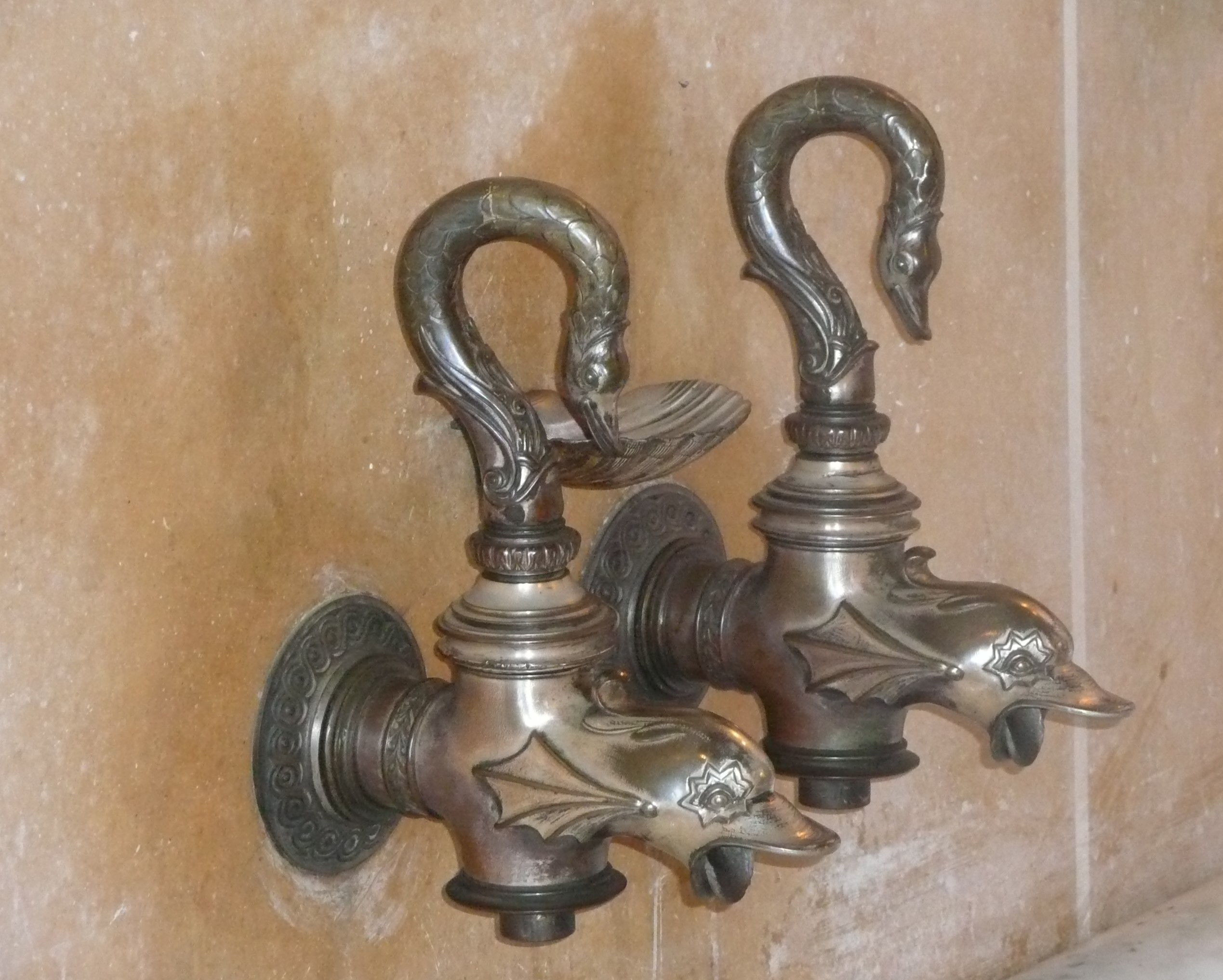
Beaulieu sur mer, élément d'architecture intérieure d'une reconstitution par l'« esprit » de l'Antiquité: Palais de Théodore Reinach; c'est un mouvement présent dans tout l'occident.
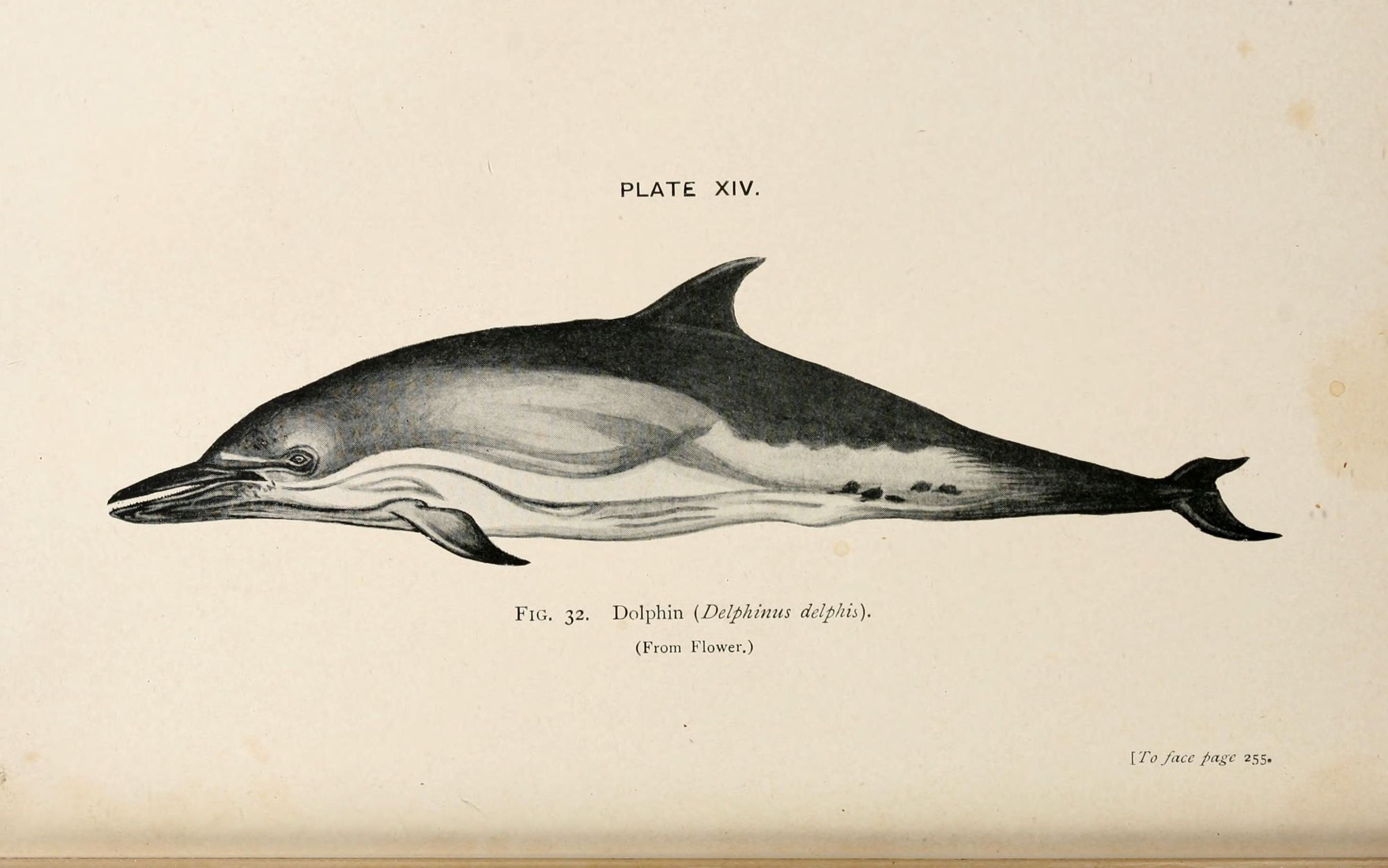
Illustration de 1900
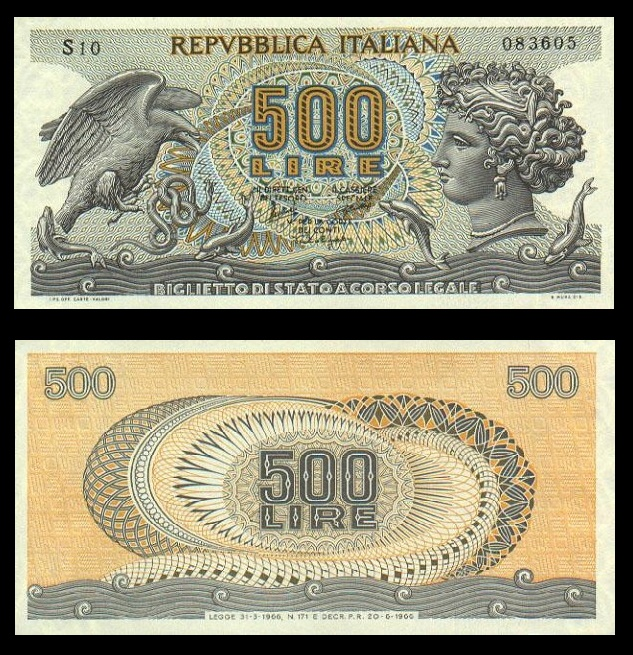
Italie, billet 1965
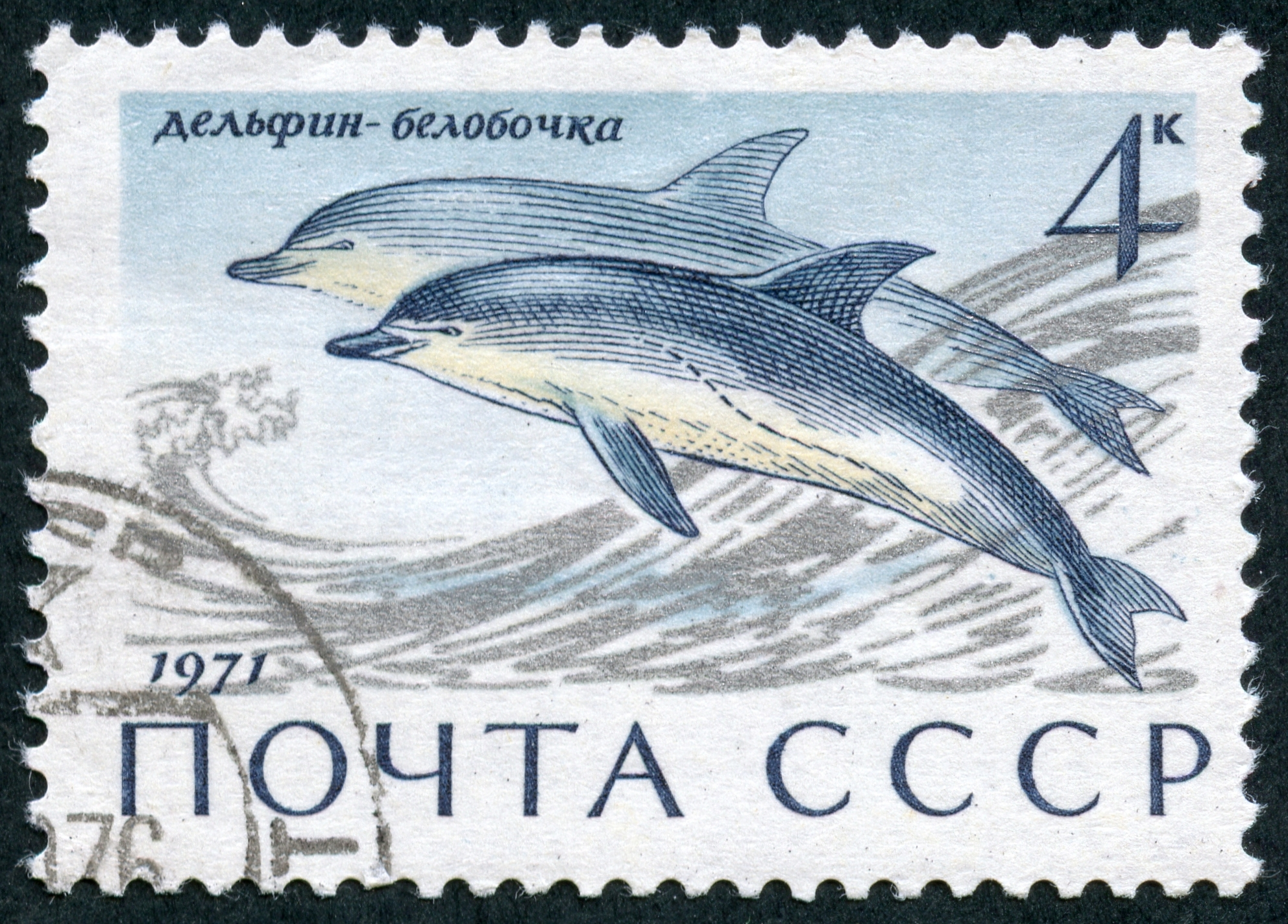
Union soviétique, timbre 1971
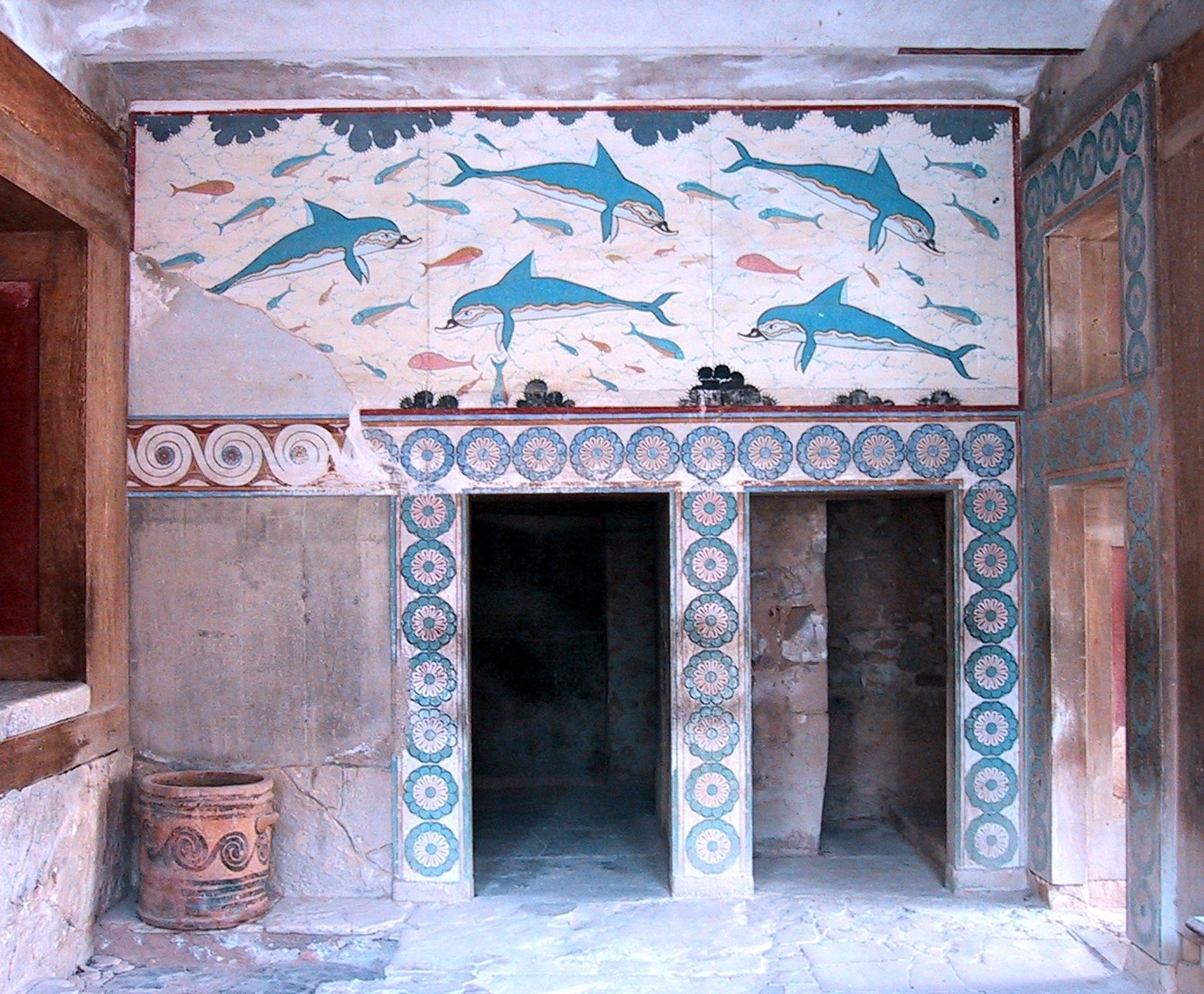
Knossos, mural reconstitué actuellement
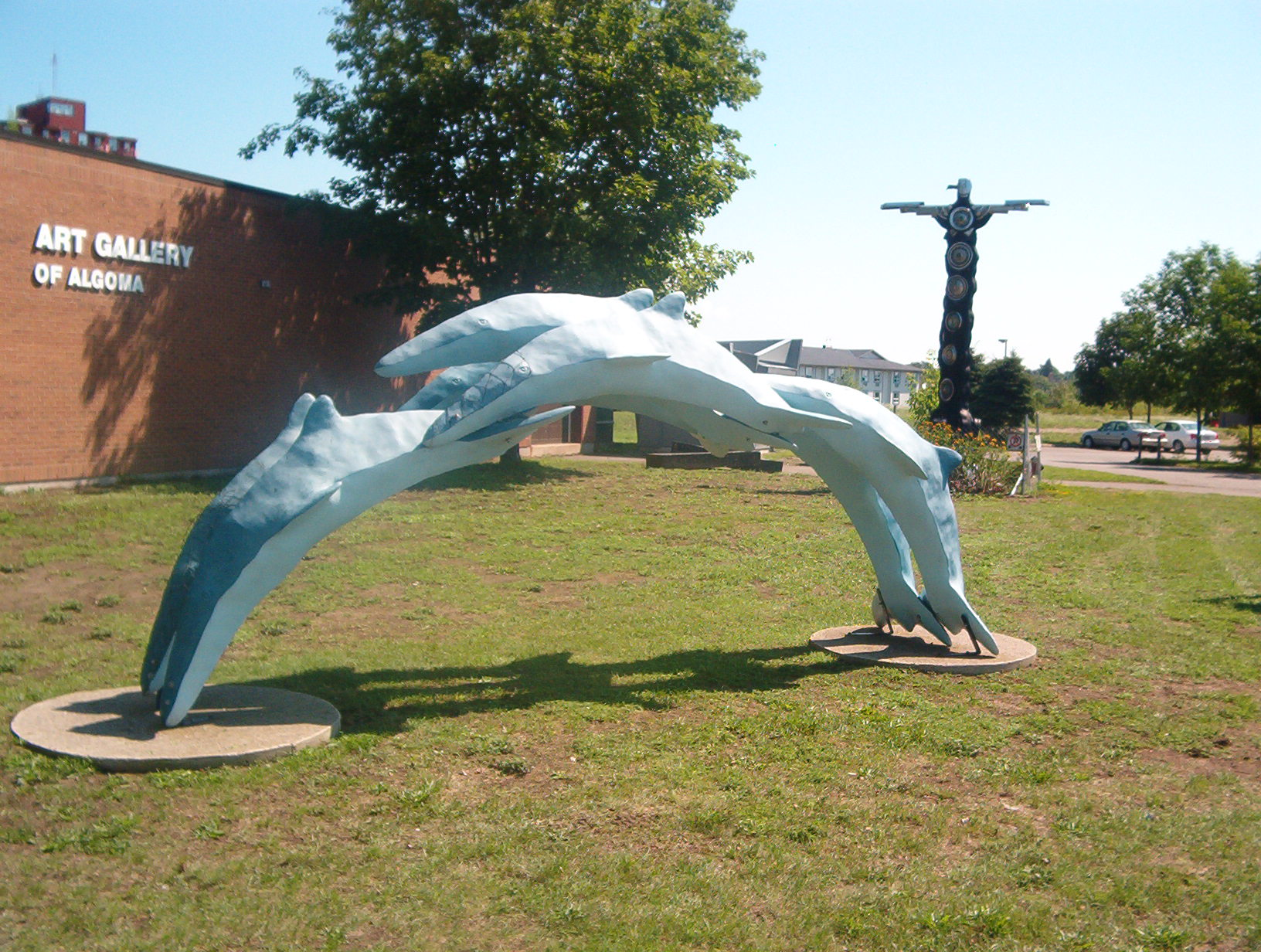
sculpture de parc actuelle
Street art actuel
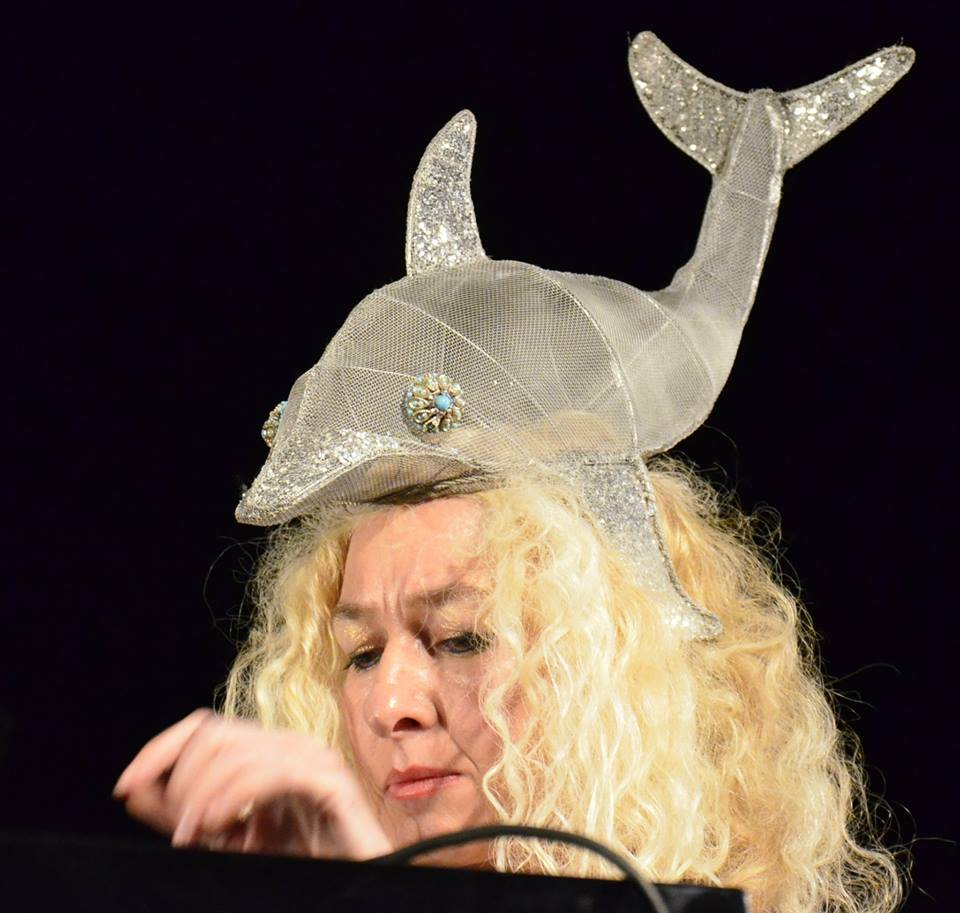
Costume de scène actuel

##### Héraldique
Le dauphin est l'emblème de la province du Dauphiné (d'or sur fond d'azur), en France. Le gouvernement de cette province ayant été confié au XIVe siècle au fils aîné du roi de France, celui-ci a pris le titre de dauphin. Il est aussi porté sur le blason du Forez et par élargissement sur les armes des Comtes de Forez (d'or sur fond de gueules).
Le dauphin (ainsi que les autres cétacés) est héraldiquement considéré comme un poisson.

### Alimentation
Les Japonais consomment du dauphin. Le documentaire The Cove, la baie de la honte, récompensé par un Oscar en 2010, dénonce la chasse annuelle aux dauphins dans la baie de Taiji pour la consommation humaine.

### Sexualité
La reproduction sexuée par fécondation interne en pleine eau est extrêmement complexe. Ainsi, les dauphins mâles sont obligés de « tenir » la femelle à plusieurs pour que l'un d'eux puisse la pénétrer, scène tout à fait naturelle mais pouvant être déroutante pour un observateur humain, parfois décrite comme «coercitive».
Certains dauphins peuvent tenter d'avoir des relations sexuelles avec des humains, et devenir alors extrêmement dangereux pour eux, car ils sont capables de les entraîner à de grandes profondeurs. Le dauphin est un animal très fort, qui peut se montrer agressif.

### Militaire

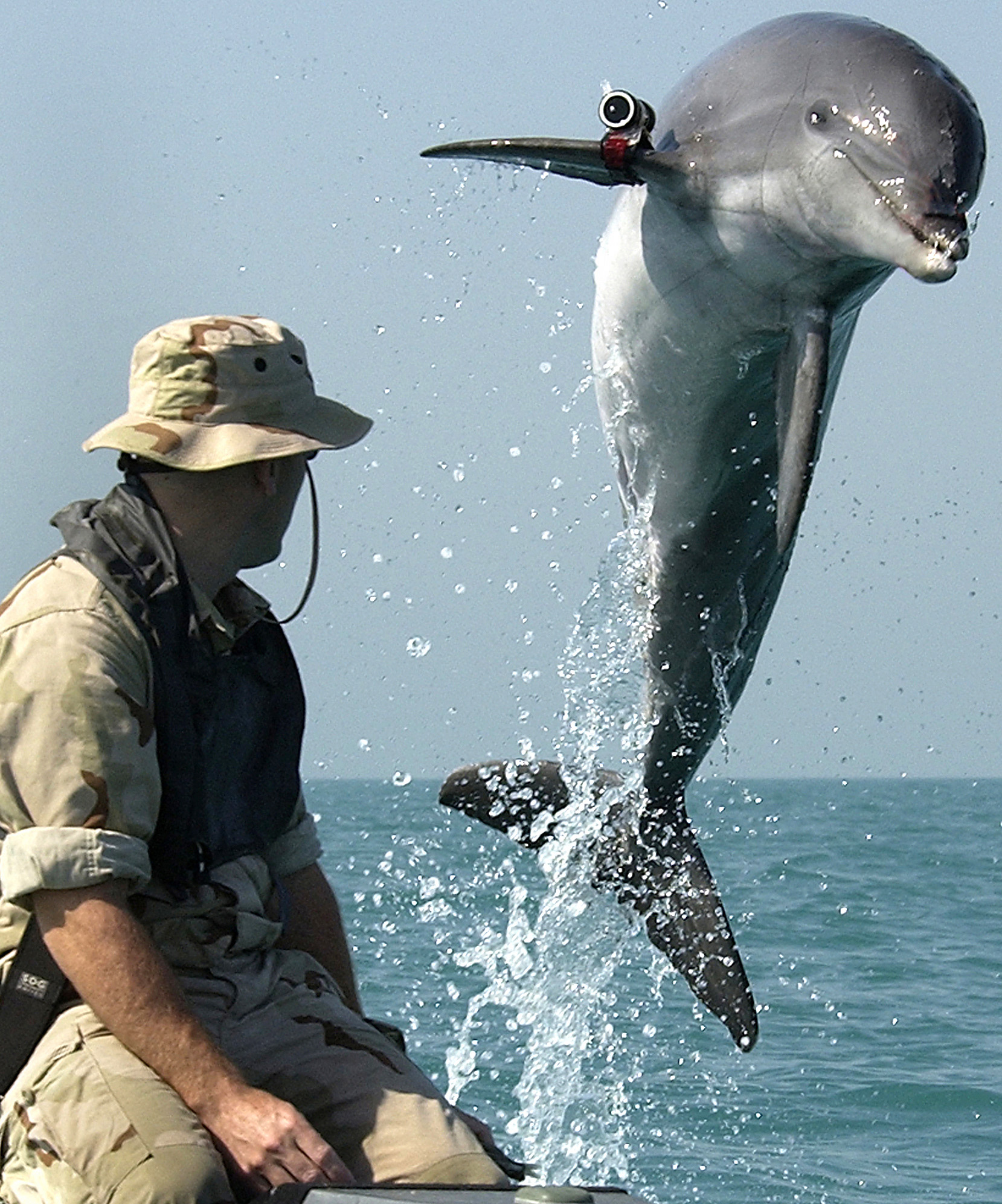
Grand dauphin utilisé dans des opérations de déminage. Un localisateur est attaché à la nageoire.

Examinant des dauphins dans l'objectif de concevoir des missiles plus efficaces, l'armée américaine s'aperçoit que ces animaux peuvent être apprivoisés à des fins militaires et lance en 1960 le Programme de mammifères marins de l’U.S. Navy (U.S. Navy Marine Mammal Program, NMMP), basé à San Diego. Ce programme concerne également l'emploi de l’otarie de Californie[réf. nécessaire]. L'armée américaine a déployé ses dauphins lors d'un combat de la guerre du Vietnam, pendant la guerre Iran-Irak et à l'occasion de la Convention nationale républicaine de 1996 à San Diego. Le programme compte, en 2016, 85 grands dauphins, contre plus de 150 dauphins et bélugas entraînés et près de 50 lions de mer en 1995. Elle se sert des dauphins pour trouver des mines sous-marines et repérer la présence de plongeurs ennemis, la qualité de leur sonar dépassant amplement celle des sonars fabriqués par l'Homme. Si les États-Unis ont toujours démenti entraîner des dauphins à tuer, certains anciens dresseurs de la Marine ont affirmé le contraire. Avant d'apprivoiser le dauphin, l'armée américaine avait utilisé des orques, des baleines blanches et des bélugas, qui s'avèrent moins précis. Des activistes des droits des animaux ont intenté un procès en 1989 à la Marine pour avoir fait travailler des dauphins, habitués aux courants chauds, dans une eau quasi gelée à Puget Sound, causant ainsi la mort d’un des cétacés. La Marine a réglé le litige à l’amiable en s’engageant à suspendre le projet et à ne plus capturer de dauphins sauvages. Le programme de mammifères marins de l’U.S. Navy a été supprimé en 2017.
Après avoir espionné l'armée américaine, l'Union soviétique a lancé en 1965 un programme de formation de mammifères aquatiques, dont des dauphins pour des missions de combat à partir de 1973. D'après un colonel retraité de l'armée soviétique, celle-ci utilisait des dauphins pour accomplir des missions telles que détecter des sous-marins, repérer des mines ou encore protéger des bateaux et des ports. La marine soviétique avait 70 grands dauphins. Le centre d'entraînement basé en Crimée a par la suite été géré par la marine ukrainienne, lequel disposait d'environ 25 dauphins en 2000, puis a été récupéré par la Russie lors de l'annexion de la Crimée en mars 2014. En mars 2016, le gouvernement russe a annoncé qu’il cherchait à acquérir cinq dauphins de combat.

### Scientifique
Aristote leur a consacré plusieurs pages dans Histoire des animaux et a également consigné ses méthodes d'observation, ce qui marque la naissance de la cétologie. Il a observé notamment le dauphin commun et le grand dauphin, mais aussi les grands cachalots. De nos jours plusieurs études sont réalisées sur les dauphins en liberté ou en captivité,.

### En captivité
Les delphinariums sont des aquariums artificiels présentant notamment des dauphins. Le plus souvent, les spécimens vivent dans un ensemble de bassins permettant leur élevage, leur dressage, leur entraînement, des performances publiques et, parfois, des activités de recherche. Le plus souvent, ils prennent place à l'intérieur de parcs zoologiques ou de parcs d'attraction.
L’élevage des dauphins au sein de delphinariums a plusieurs finalités : les faire découvrir au public, générer des revenus et, dans une moindre mesure, favoriser la recherche scientifique.

### Pêche

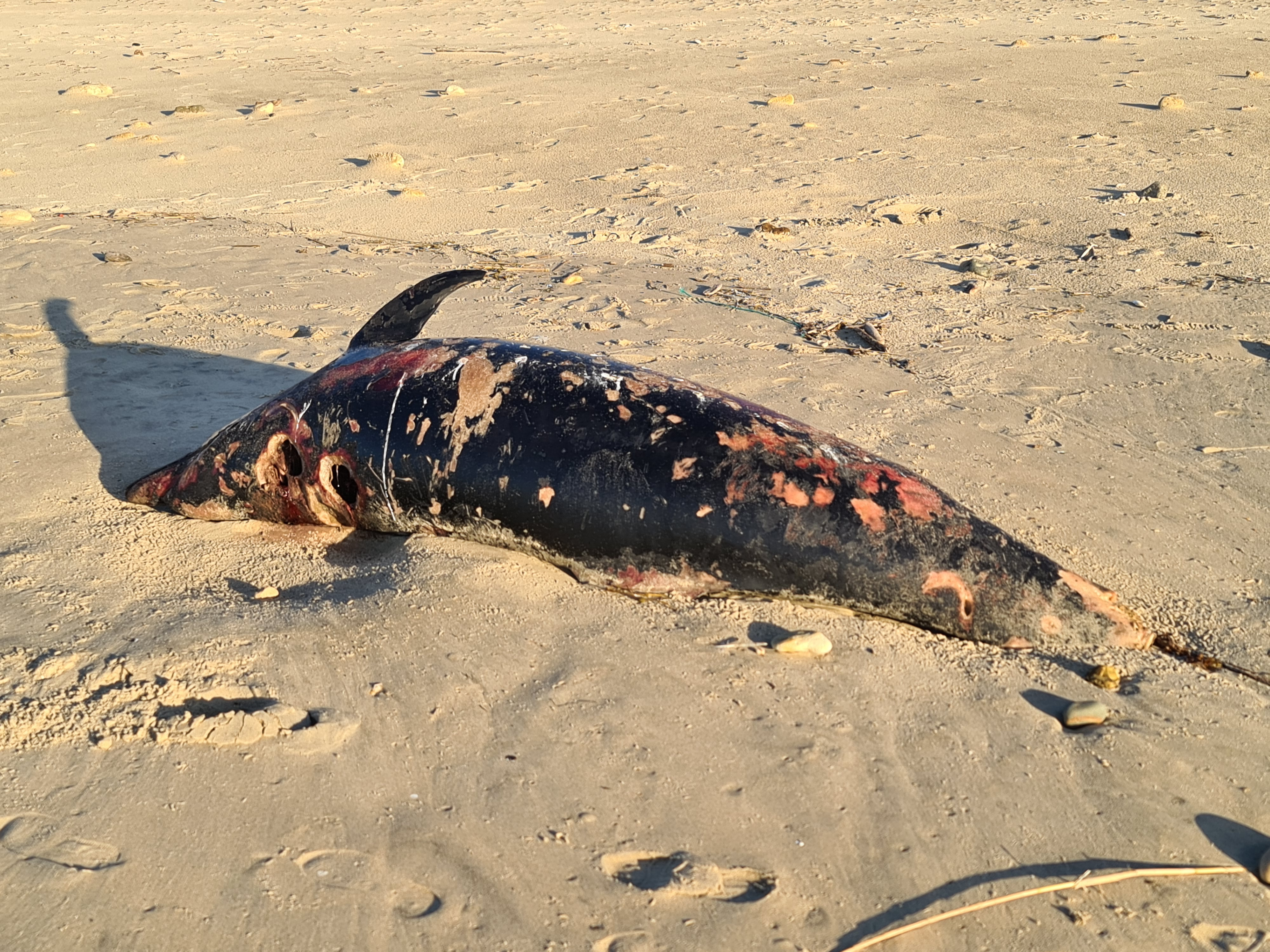
Dauphin mutilé échoué sur une plage du Médoc en France.

Des milliers de dauphins s'échouent chaque année sur les côtes françaises, victimes des filets des pêcheurs. La surmortalité de dauphins, causée par le développement de la  pêche intensive, existe depuis les années 1990. Elle connaît pourtant une hausse exponentielle ces dernières années, « une explosion de captures, intenable pour la survie de l’espèce », affirme Lamya Essemlali, présidente de Sea Shepherd France. Elle relève : « Le taux d’échouage enregistré par les scientifiques est 30 fois supérieur au taux normal. On en tue plus que dans les îles Féroé ou au Japon. Le taux de mortalité fixé pour une année entière est dépassé en un mois seulement ».
En juillet 2020, la Commission européenne a mis en demeure l’État français d’agir sous trois mois. Ce dernier a également été condamné par le tribunal administratif de Paris pour avoir « manqué à ses obligations face à la surmortalité de cétacés sur la façade atlantique ».

## Capture et exploitation commerciale
Le samedi 30 août 2014, les membres de l’association Réseau-Cétacé se sont mobilisés à la journée mondiale pour la protection des dauphins. Cette organisation défend les mammifères marins qui souffrent d'atrocité par les chasseurs. Cette journée s'est passée à Paris et à Nice, où ils menaient des actions publiques. Ils dénoncent le port de Taiji (Japon) et les îles Féroé (Danemark), où les dauphins sont harponnés en masse.
Le but principal et très lucratif de cette chasse de Taiji est de capturer des nourrissons pour les dresser et les vendre à des delphinariums, le prix d'un dauphin entrainé peut se négocier en centaines de milliers de dollars. Pour pouvoir capturer quelques nourrissons, un groupe entier de plusieurs dizaines de dauphins est attiré au fond d'une baie et massacré au harpon. Les cétacés adultes et ceux qui sont trop vieux pour être dressés sont tués pour vendre leur chair, malgré des concentrations très dangereuses de mercure.
L'association Réseau-Cétacé proposait à Paris, des stands, des boutiques, projection du documentaire The Cove dans le but d'informer et sensibiliser le public.

## Autres espèces animales
Par analogie, quelques poissons sont aussi qualifiés de dauphins :
- les coryphènes Coryphaena hippurus ou Coryphaena equiselis  sont également appelés poisson-dauphin ou dauphin de la même manière qu'en anglais pour qui le nom vernaculaire traditionnel est dolphin-fish[55],[6] ;
- Elagatis bipinnulata[6] est également appelé dauphin ou dauphin vert, ce qui en revanche ne se retrouve ni en anglais, ni en espagnol ni en italien.